# 貓隻顏色

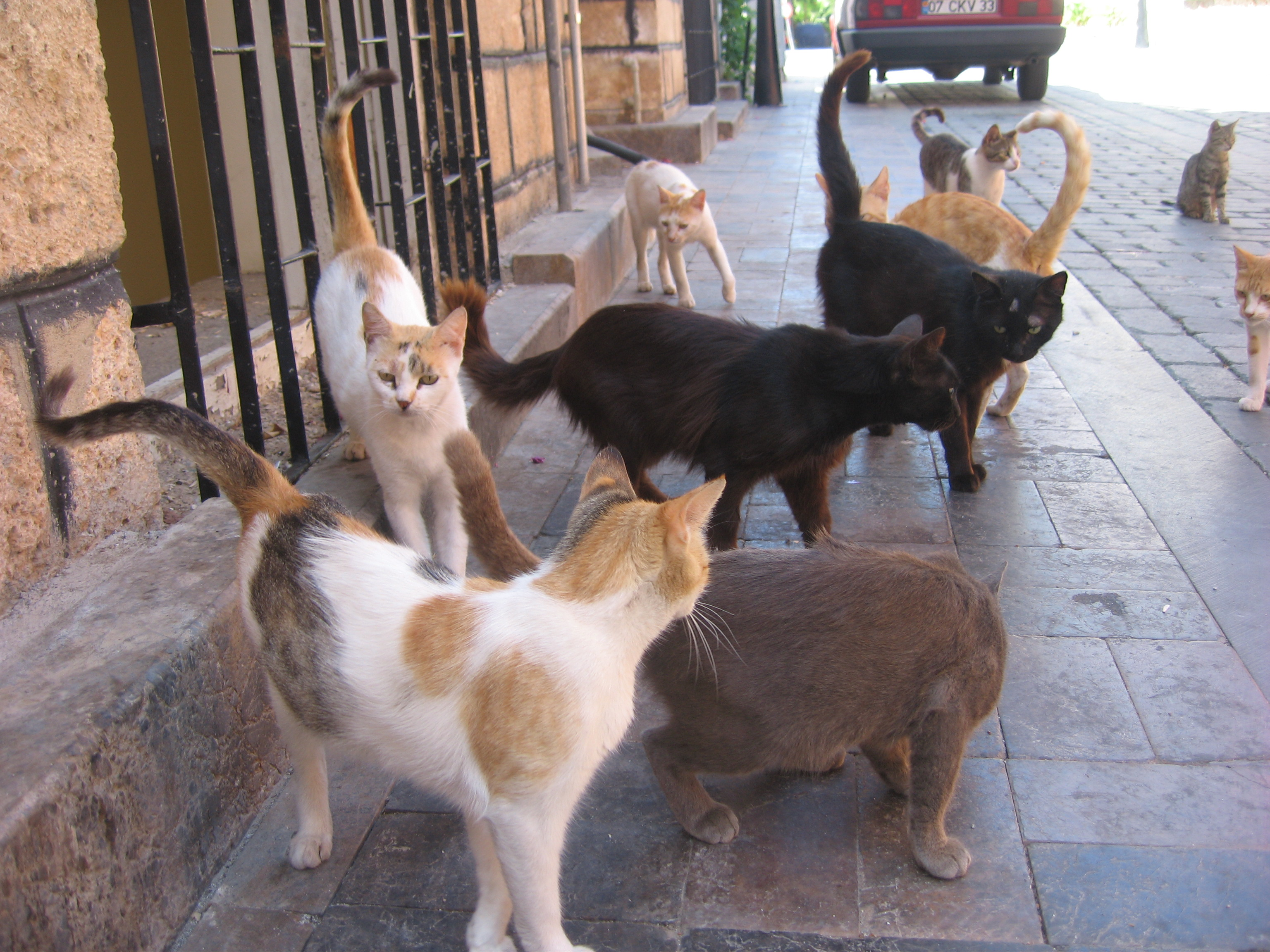
各種花色的貓

貓的花色指的是家貓身上的花紋和顏色，是飼主在選擇孕育、購買、領養或觀賞貓咪時，除了品種之外另一個經常關注的話題；而在一般的情況下，同胎幼貓出現不同花色的情況並非罕見。
根據各地貓品種註冊協會的標準，用於參賽和繁殖的品種貓都有幾種、甚至幾十種不同的標準花色，有些品種則可能只有單一的標準（嚴格上來說，還要審查眼睛、鼻子和腳掌的顏色）。這些顏色主要是由黑色和紅色派生而成，命名標準通常並沒有權威性的規範，所以相同的花色可能會因不同的地方和協會，而有不一樣的名稱。

## 貓咪花色一覽

### 全色

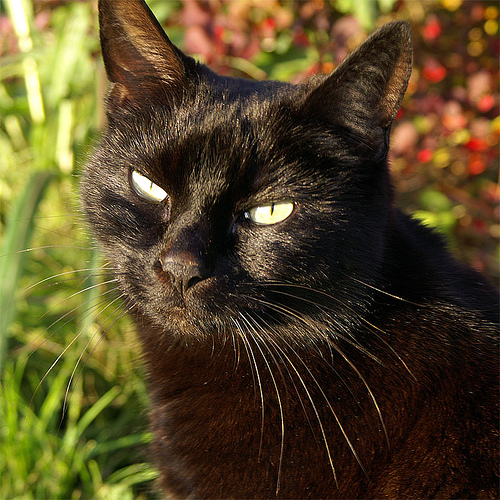
黑貓

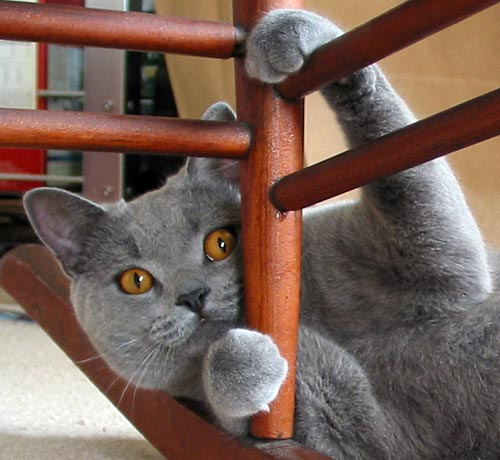
藍貓

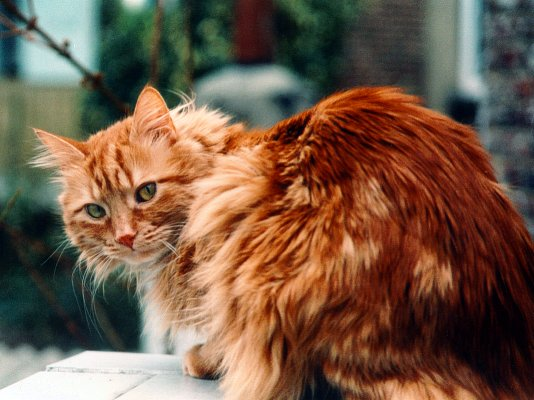
橘貓

從遺傳學上來說，貓的毛髮只有產生黑色（及等位的巧克力色和肉桂色）的真黑色素（Eumelanin）和產生紅色的嗜鉻黑色素（Phaeomelanin）兩種色素，再因密集和稀釋分佈而出現各種不同的顏色。
全色（或「傳統色」、「單色」）就是指貓的每根毛髮都有完整的色素沉澱，身上只有單獨顏色；紅貓則因爲基因的緣故，所以很容易在幼貓期時出現「幽靈花紋」（ghost markings），這種花紋會隨着年齡的增長而逐漸消失。毛髮顏色稀釋的貓通常統稱爲「馬爾他貓」，而再度稀釋的貓則統稱爲「焦糖貓」。
|                     | 密集（傳統）           | 稀釋（馬爾他化）       | 稀釋改良 （再度稀釋、「焦糖化」） |
| ------------------- | ---------------------- | ---------------------- | --------------------------------- |
| 真黑色素 （黑色）   | 黑色、黑檀色           | 藍色、「灰色」         | 焦糖色、藍色基礎的焦糖色          |
| 真黑色素 （黑色）   | 巧克力色、栗色、褐色   | 丁香色、薰衣草色、霜色 | 灰褐色、丁香色基礎的焦糖色        |
| 真黑色素 （黑色）   | 肉桂色                 | 小鹿色、淺丁香色       | 小鹿色基礎的焦糖色                |
| 嗜鉻黑色素 （紅色） | 紅色、橘色、「薑黃色」 | 奶油色                 | 杏色                              |

1. ↑  黑貓在某些地區帶有負面的刻板印象，所以當地將這種顏色命名為「黑檀色」（ebony）。
2. 1 2  「」內表示一般人常說，但沒有任何品種註冊協會使用的名稱。
3. ↑  目前只在理論上存在。

### 白色

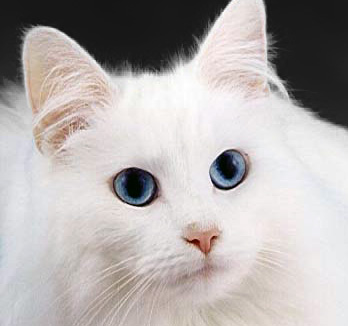
白貓

貓出現白色的原因共有三種，第一種、貓的毛髮被白斑基因影響，而在身上隨機出現白色斑塊，當白斑的覆蓋範圍遍及全身的話，便會成爲一隻全白色的貓，但其中還是有可能參雜幾根有顏色的毛髮；第二種、貓的毛髮色素受到白色基因的抑制，導致色素細胞減少而出現白色，也會出現純白色的貓，它並會影響貓耳朵的螺旋器，造成有聽覺障礙的聾貓（deaf white cat），坊間基於此點故有「每三只白貓就有一只是耳聾貓」「白貓有⅓的機會出現聽覺問題」的說法；第三種、貓受到隱性基因的影響，而造成非常態的白化現象，這種情況會產生淡化色系的「重點色貓」或眼睛虹膜顏色是藍紫色（或粉紅色）的「白子」。
白貓的眼睛顏色並不固定，甚至很容易出現一隻眼睛是藍色，而另一隻眼睛是綠色、黃色或褐色的異眼貓。

### 多層色

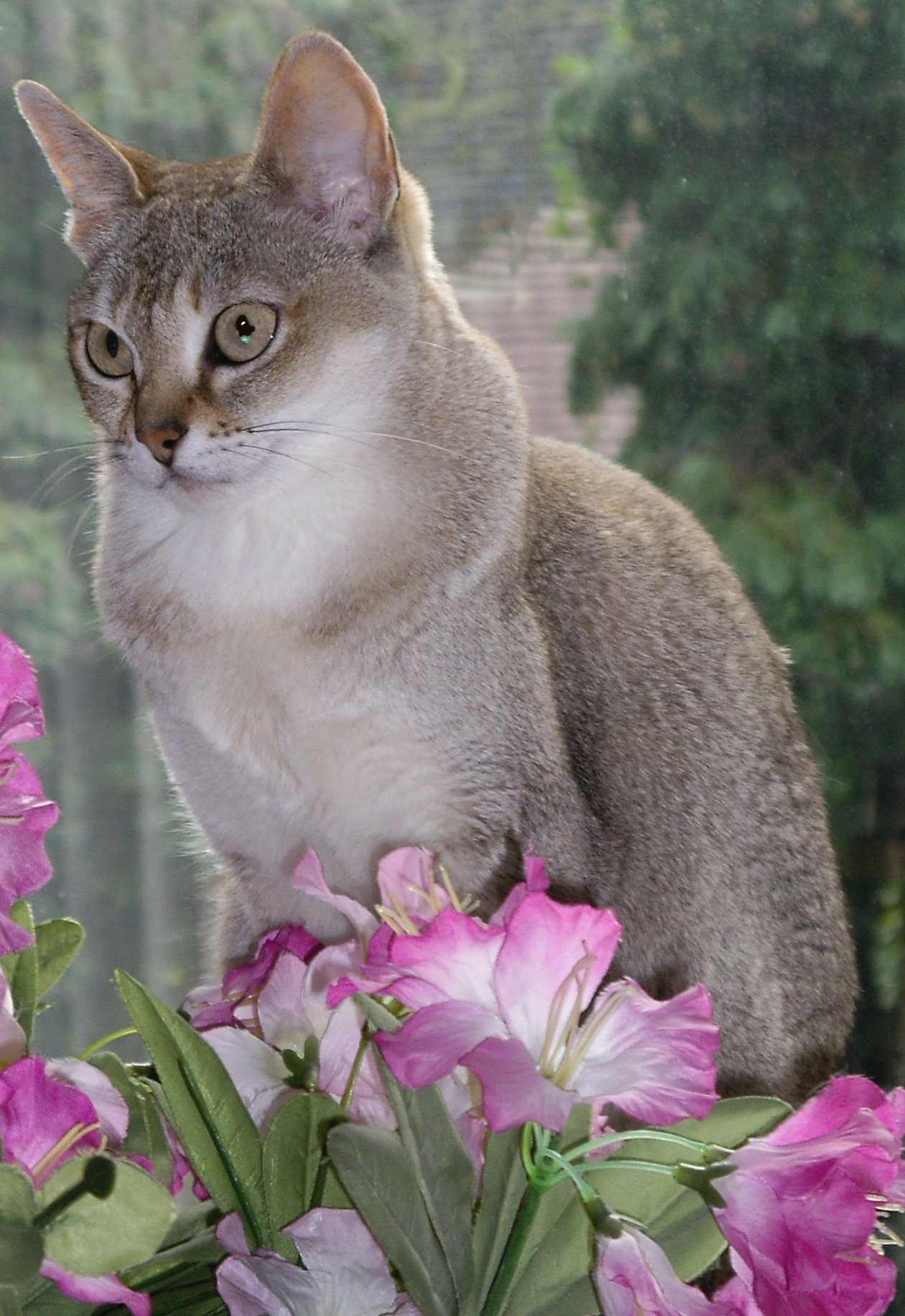
深褐野鼠色（新加坡貓唯一的標準顏色）

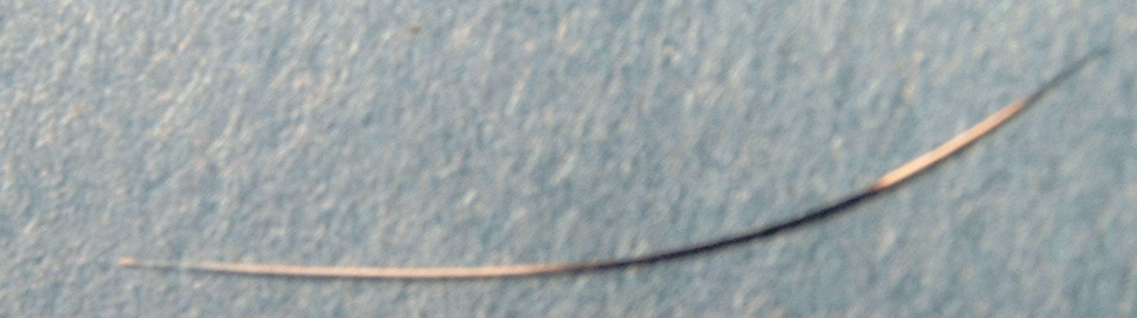
深淺環紋的貓毛

多層色（或「野鼠色」、「野鼠灰色」、「野生型灰色」）是因爲環紋基因的影響而產生，其實可以算是虎斑花紋的一種，但在視覺上和一般印象的虎斑花紋不同，它會在毛髮上交替顯現深淺環紋的花色，典型代表是阿比西尼亞貓、索馬利貓和新加坡貓。

### 虎斑貓
虎斑貓是身上擁有條紋、點狀或旋渦狀花紋的貓，牠們的共同特徵是在前額上的「M」型標記和眼睛周圍的眼線。虎斑貓有時會被誤認為是一個單獨的貓品種，事實上這種花紋會出現在許多不同品種的貓身上，而且它也會產生稀釋、玳瑁色、重點色和毛尖色的變化。
常見的虎斑花紋有「經典虎斑」（或「大斑點虎斑」）、「鯖魚虎斑」、「斑點虎斑」和「多層色虎斑」（或「阿比西尼亞虎斑」）四種基本類型，改良的虎斑花紋則有野貓和家貓交配產生的「髮辮紋」、「大理石紋」（或「雲紋」）、「豹貓紋」和「玫瑰紋」。
|                     | 密集                           | 稀釋                 |
| ------------------- | ------------------------------ | -------------------- |
| 真黑色素 （黑色）   | 褐虎斑                         | 藍虎斑               |
| 真黑色素 （黑色）   | 巧克力虎斑                     | 丁香虎斑、薰衣草虎斑 |
| 真黑色素 （黑色）   | 肉桂虎斑                       | 小鹿虎斑、淺丁香虎斑 |
| 嗜鉻黑色素 （紅色） | 紅虎斑、薑黃虎斑、「橘子醬貓」 | 奶油虎斑             |

1. ↑  「」內表示一般人常說，但沒有任何品種註冊協會使用的名稱。

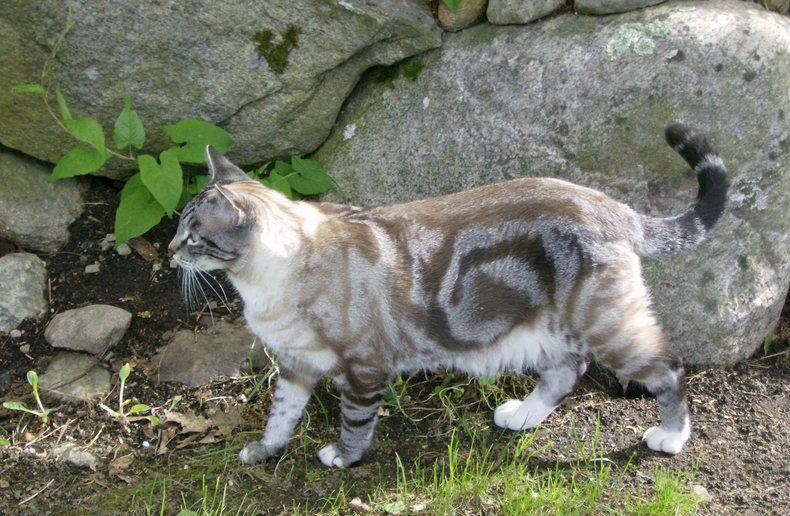
經典虎斑（身體出現類似旋渦狀的花紋）
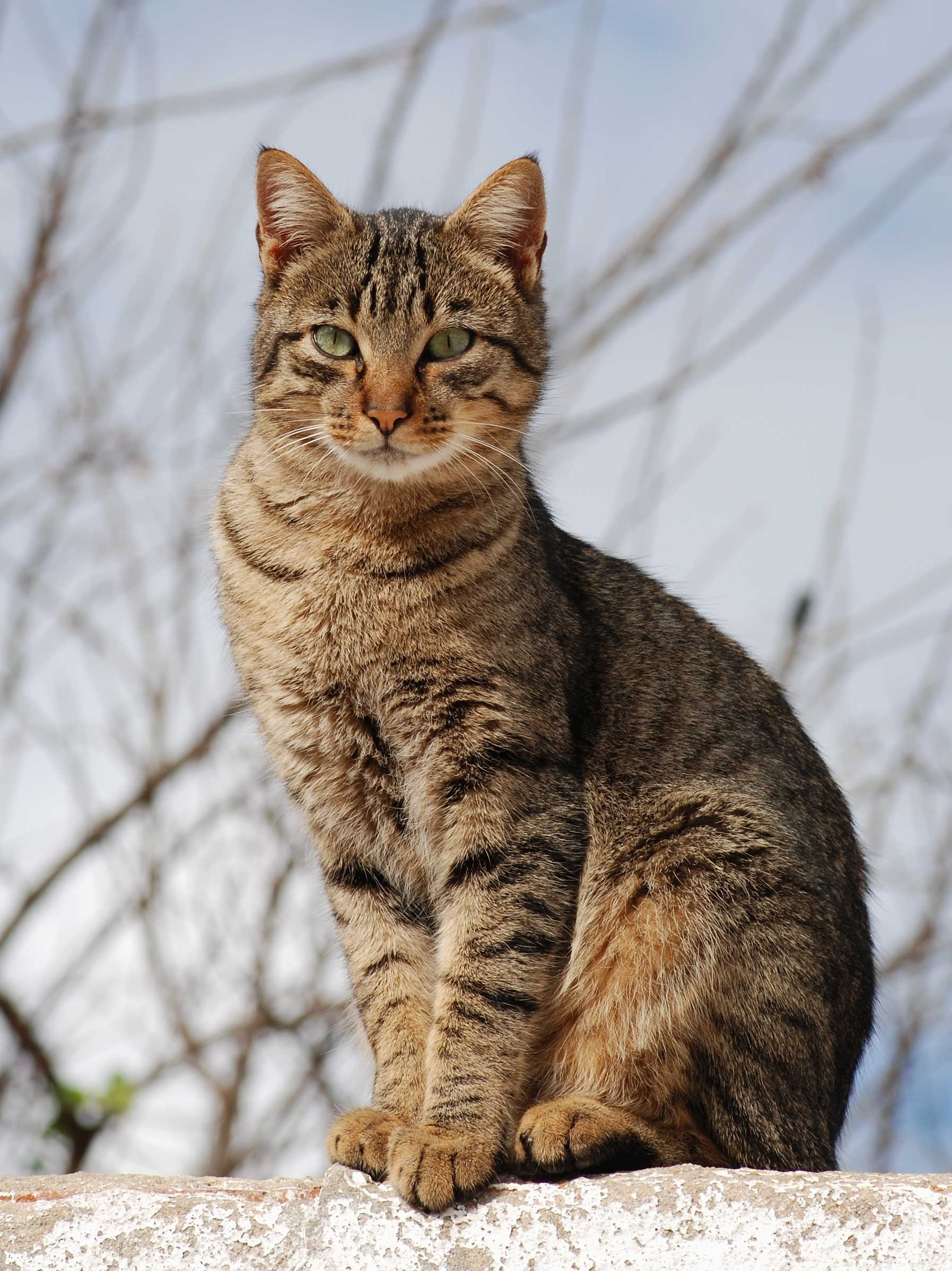
鯖魚虎斑（背部有類似鯖魚的縱線花紋）
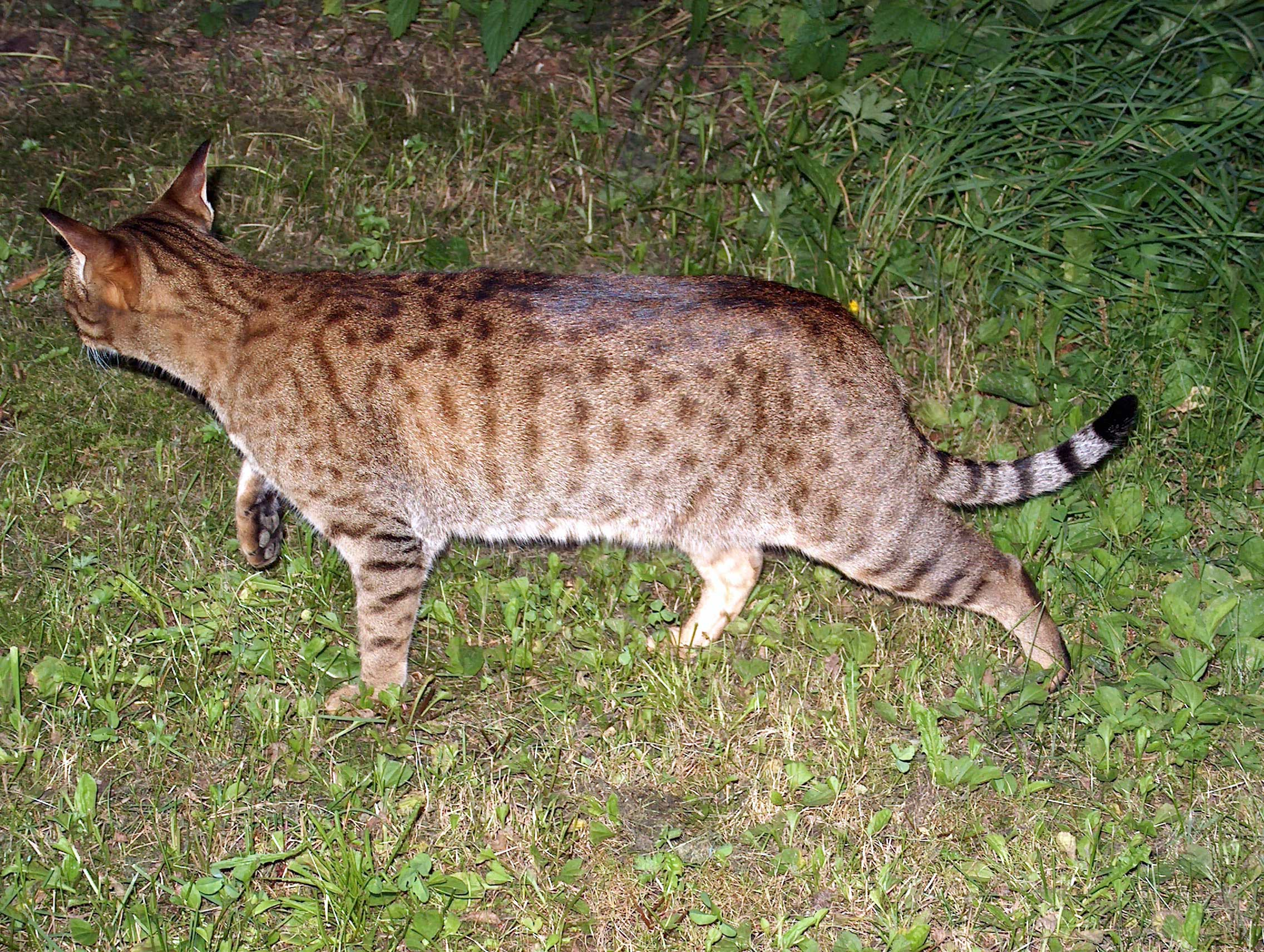
斑點虎斑（身體有分段的環狀紋，形成均勻的斑點）
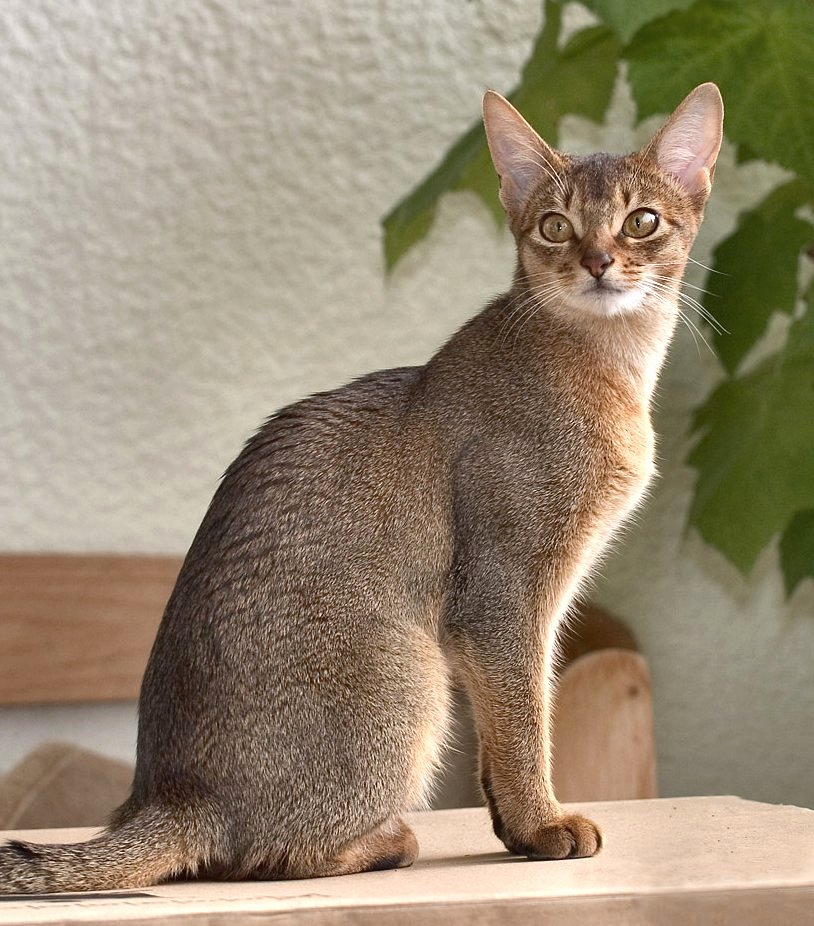
多層色虎斑（毛髮交替顯現深淺環紋的多層色，是阿比西尼亞貓和索馬利貓唯一認可的花紋）
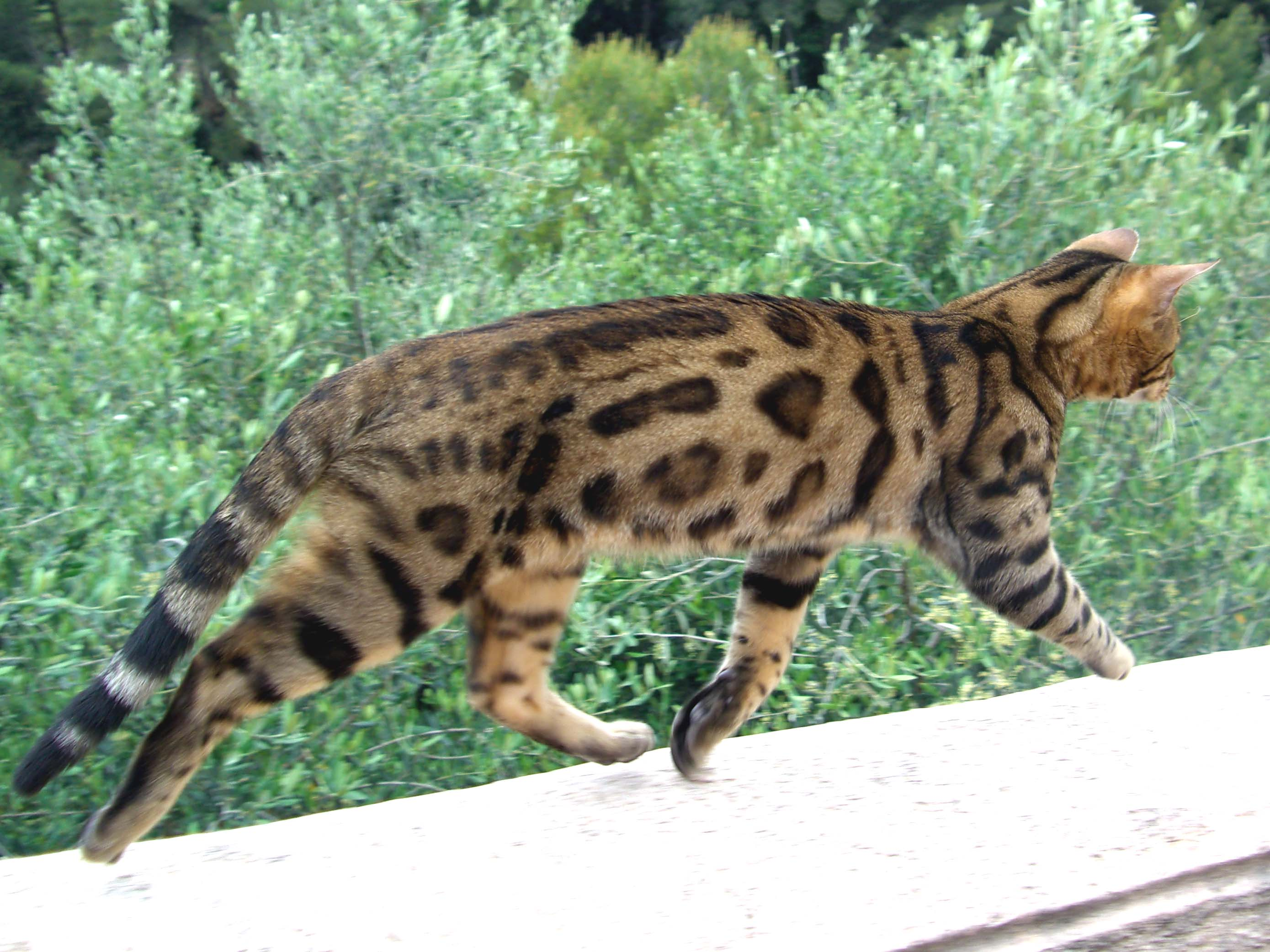
玫瑰紋（孟加拉貓，由豹貓和家貓交配產生）

### 雙色貓
- 1－10、雙色化 1至10級
- 11、雙色
- 12、「無尾禮服」
- 13、「梵」
- 14、「帽子和馬鞍」
- 15、「面具和披風」

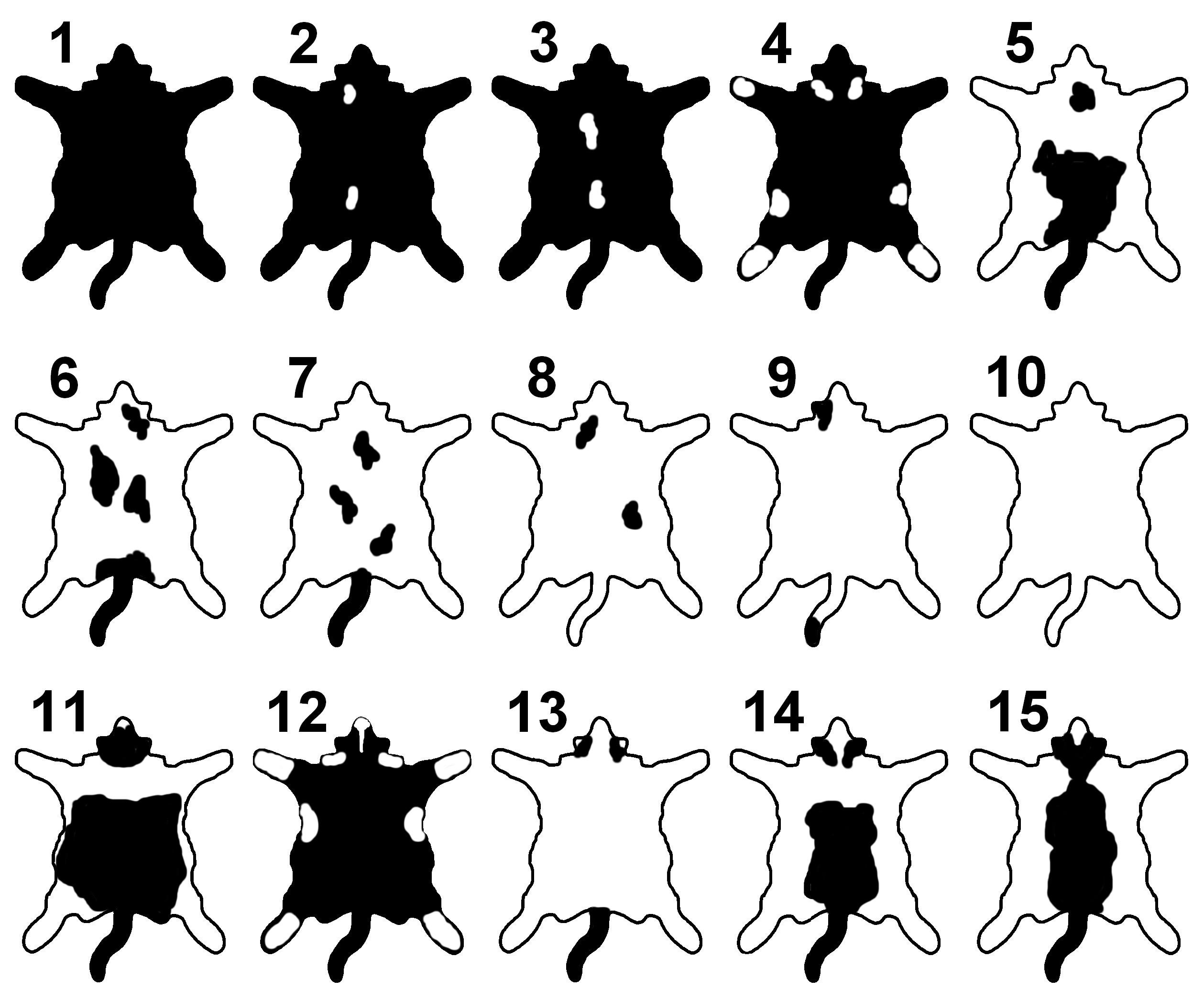

雙色貓（或「混色貓」）是身上帶有白色斑點的貓，白斑少於40%是屬於低度白斑、多於60%就屬於高度白斑，佔有40－60%則屬於等級5的雙色；等級10指的是貓的全身都被白斑覆蓋，成爲一隻全白色的貓。
白色斑點之外的另一種花色除了是全色，也可以是三花、玳瑁或虎斑，所以雙色貓不一定只有兩種顏色。當兩種花色混在一起形成有趣圖案時，可以用一些特定的術語來形容，像是「梵」、「花斑」、「喜鵲」、「燕尾服」、「白手套」、「白領巾」、「塞舌爾」等。不過，有些不正常的白斑並不是受到白斑基因的影響，而是因爲基因突變、發育異常、疾病惡化或年齡衰退的緣故而產生。

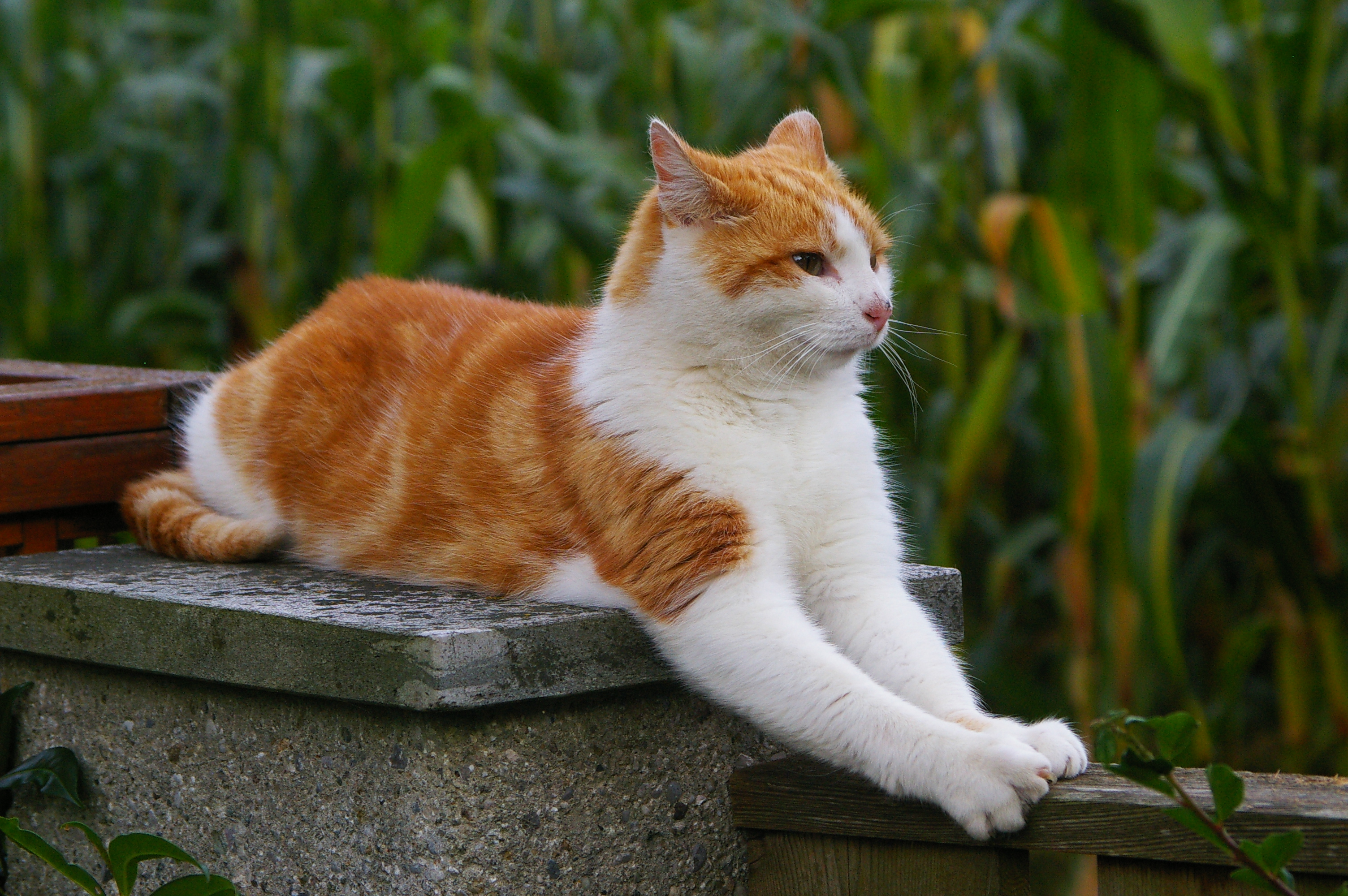
經典虎斑雙色
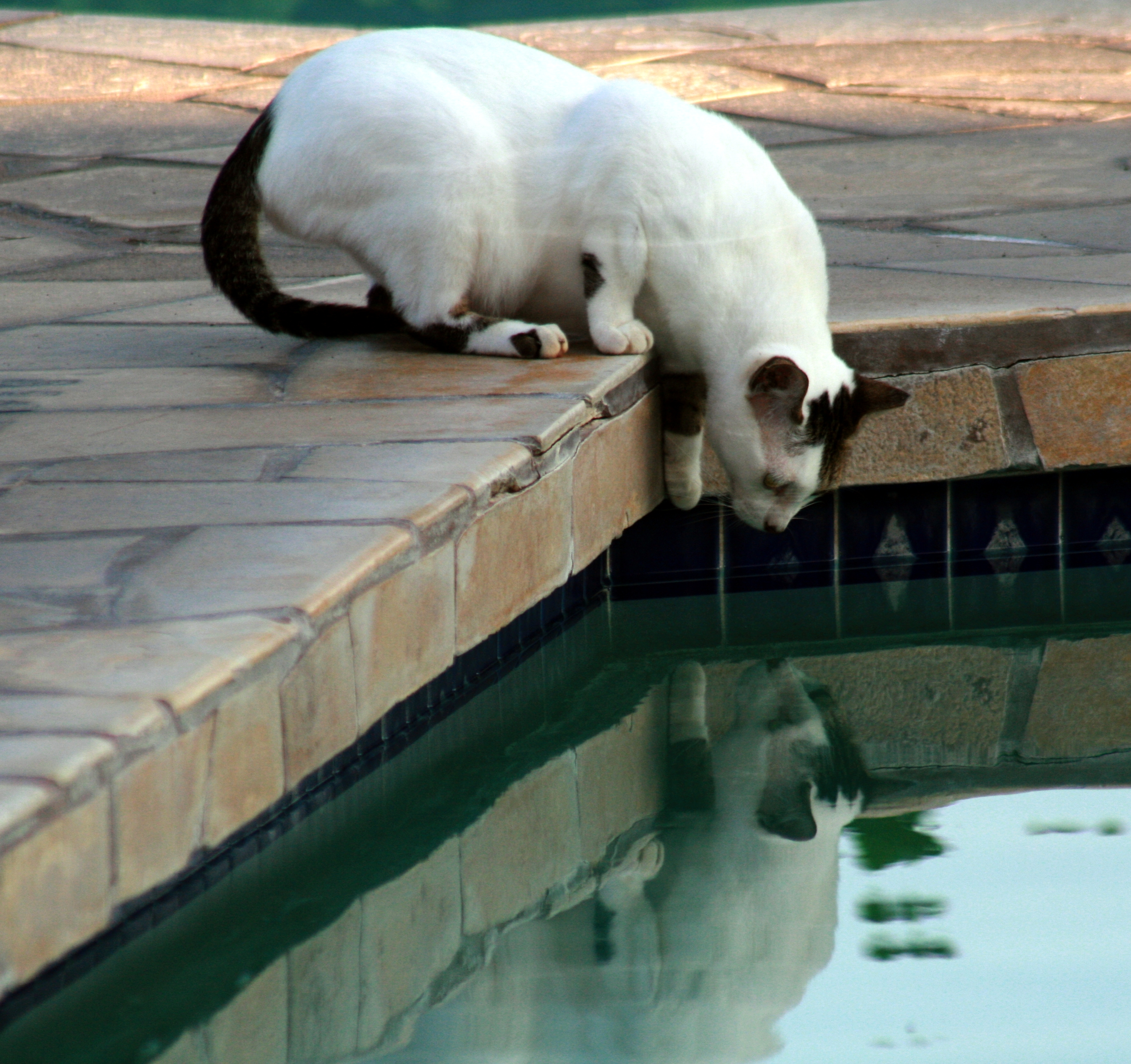
梵（顏色主要分佈在耳朵周圍和尾巴）
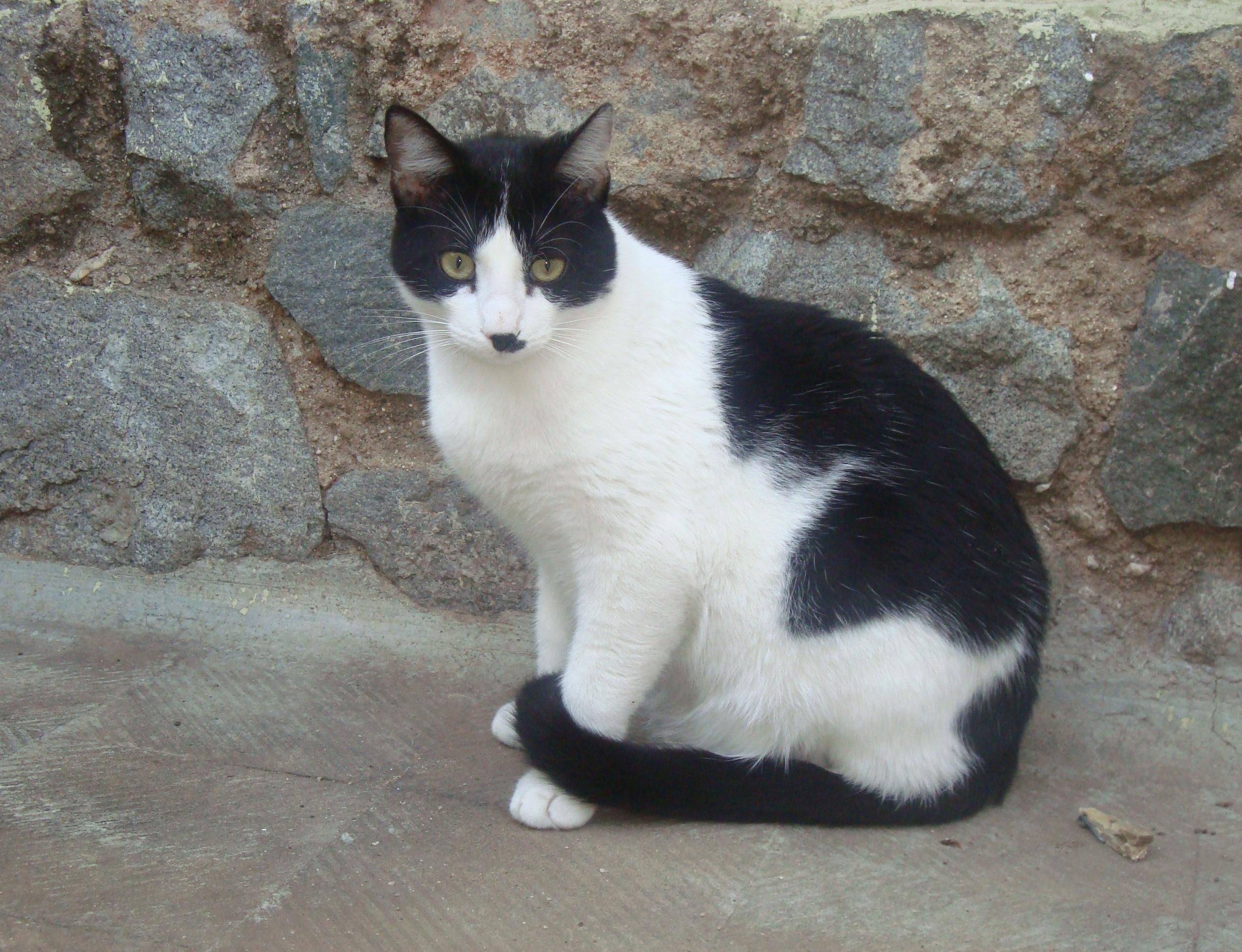
雙色（白色佔有40－60%）
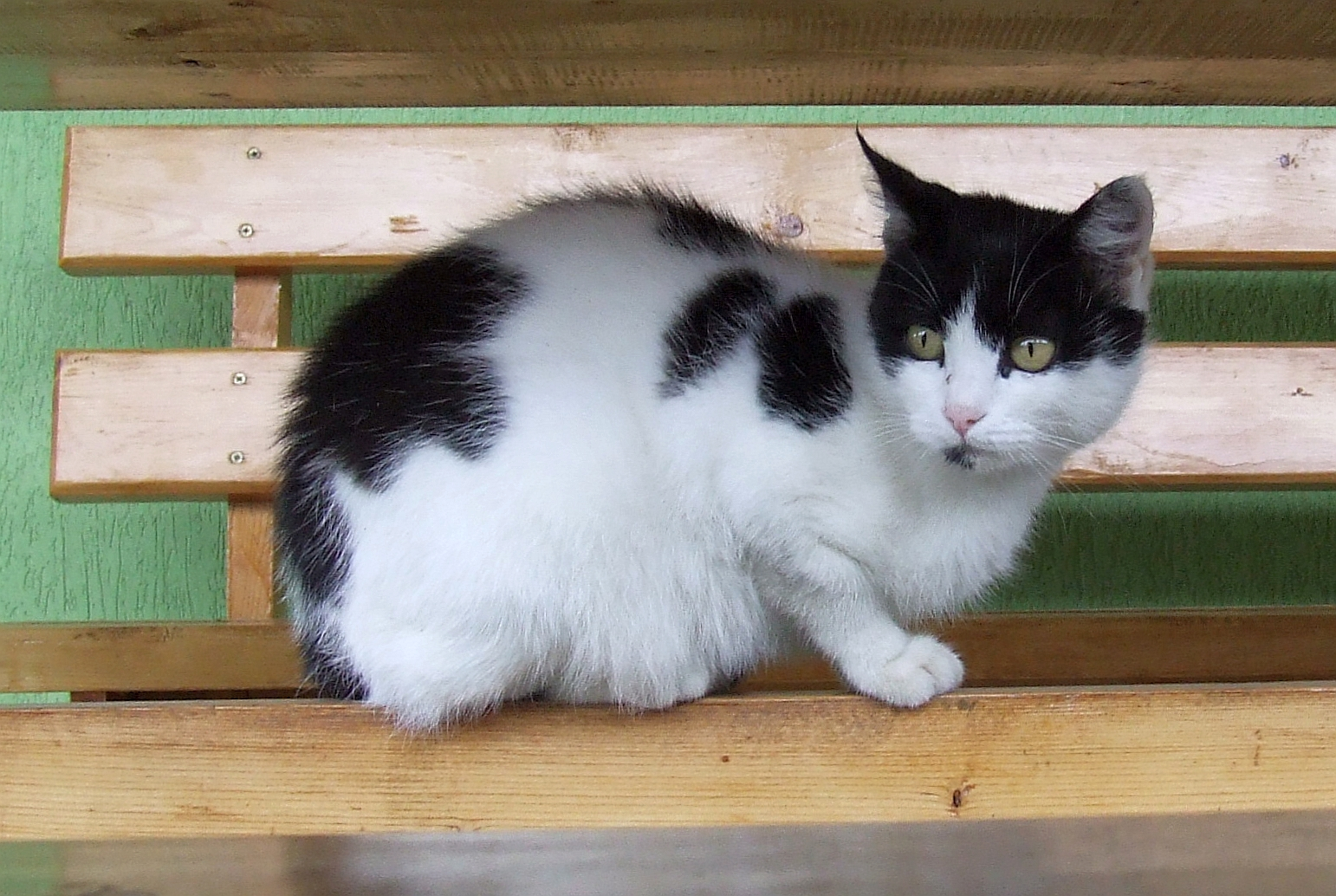
花斑（白色佔有60%以上）
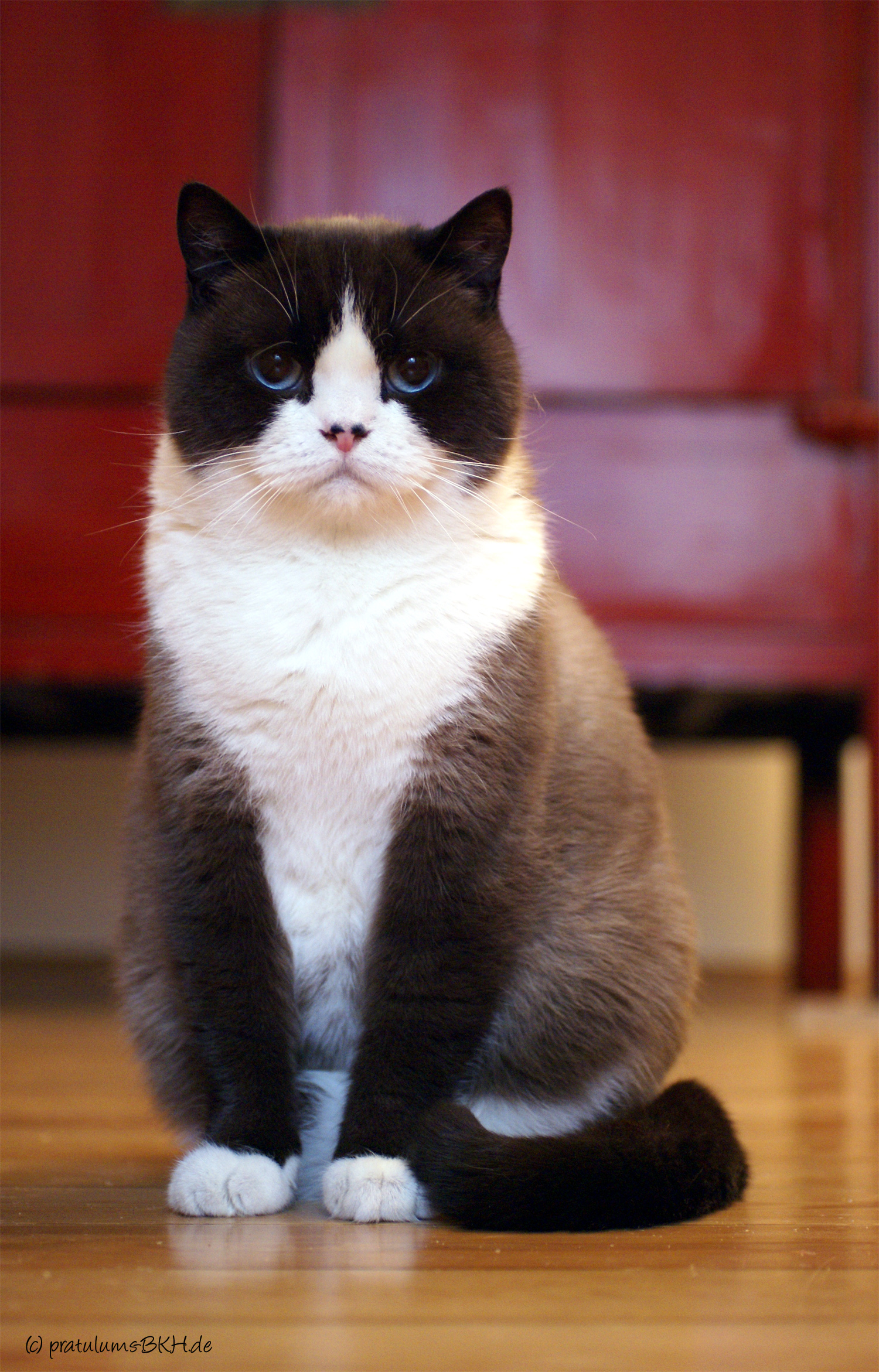
無尾禮服
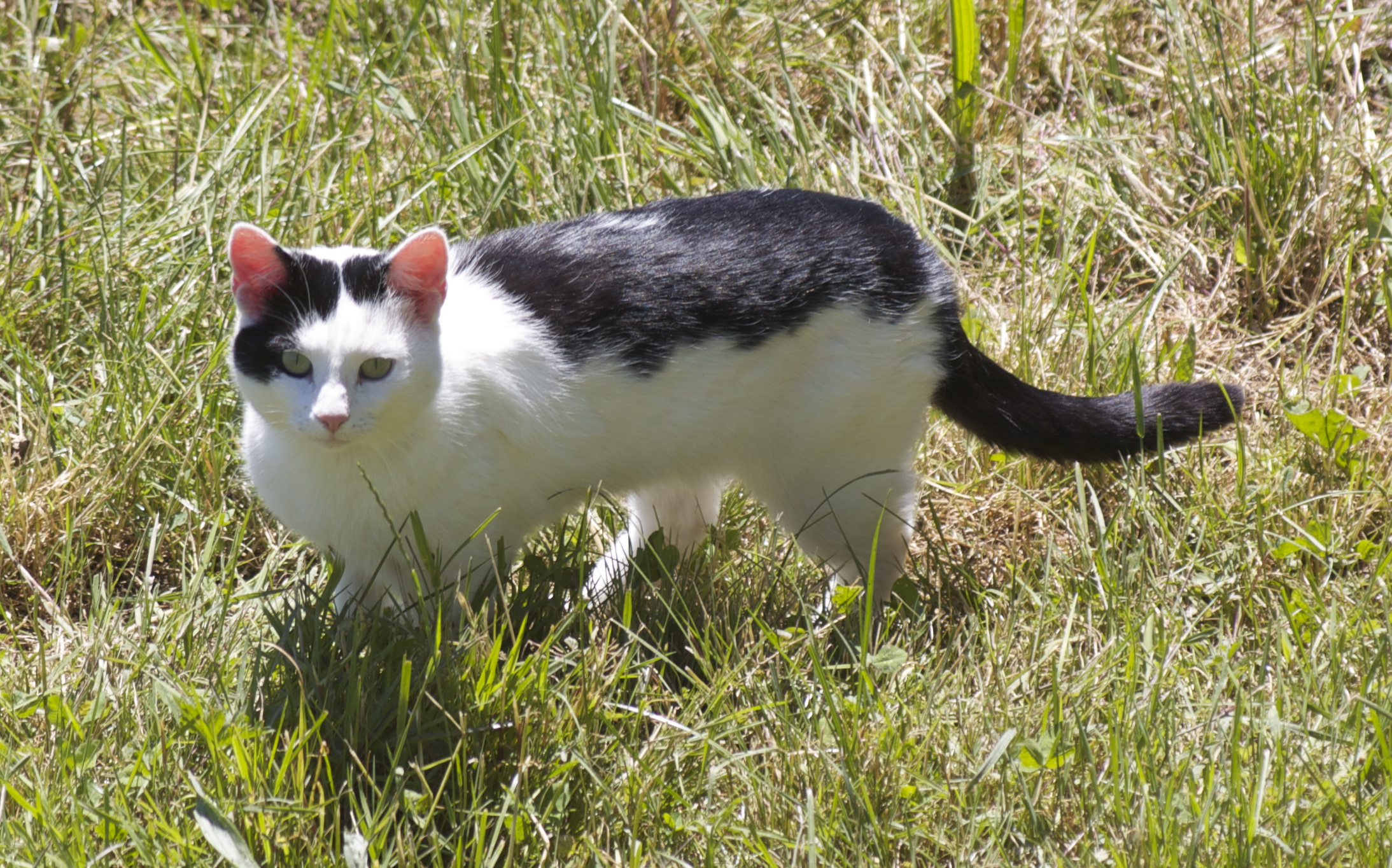
帽子和馬鞍
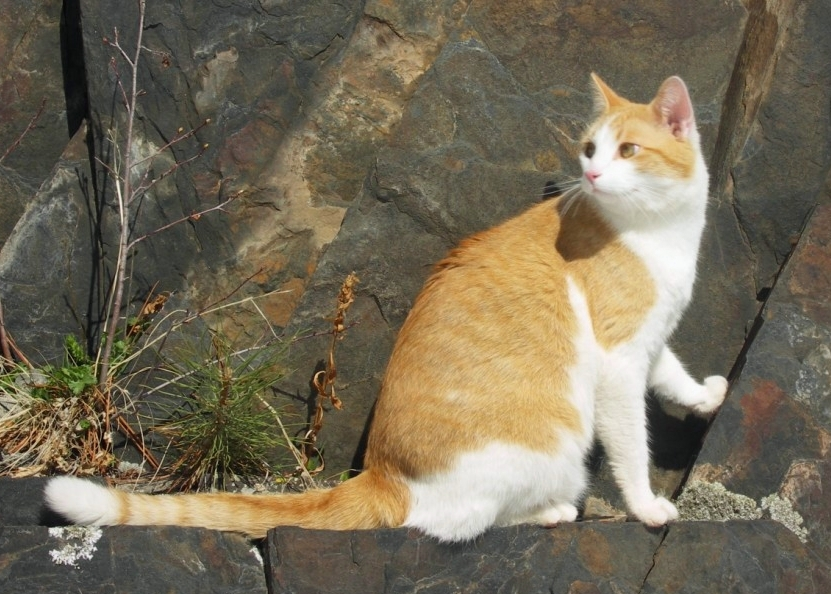
面具和披風

### 玳瑁、三色貓
玳瑁貓和三色貓（或「三花貓」）是指貓的身上同時有紅（橘）色、黑色和白色的色塊，而它也會有虎斑、稀釋、重點色和毛尖色的變化。絕大多數的玳瑁貓和三色貓都是雌貓，那是因爲性聯遺傳而出現的遺傳現象，而在少數例子中出現的雄性玳瑁貓和三色貓，也可能因爲嵌合體的緣故而沒有生育能力。
從貓的遺傳學上來說，決定毛色遺傳的基因是位於X染色體，而在Y染色體上並沒有任何毛色的基因。衆所周知雌貓的性染色體是XX，如果其中一條帶有嗜鉻黑色素、另一條帶有真黑色素的話，那這兩種色素就會在貓的身上參雜成為玳瑁色；假設產生白色的基因也發生作用的話，那麼貓的身上就會出現白色的補丁，或是有大塊白色的玳瑁白貓、三色貓（參見「雙色貓」）。
| 玳瑁貓     | 玳瑁貓              | 色塊虎斑（或稱虎斑玳瑁貓） | 色塊虎斑（或稱虎斑玳瑁貓） | 三色貓     | 三色貓     | 花貓（或稱虎斑三色貓） | 花貓（或稱虎斑三色貓） |
| 密集       | 稀釋                | 密集                       | 稀釋                       | 密集       | 稀釋       | 密集                   | 稀釋                   |
| ---------- | ------------------- | -------------------------- | -------------------------- | ---------- | ---------- | ---------------------- | ---------------------- |
| 玳瑁       | 藍奶油玳瑁 稀釋玳瑁 | 褐色塊虎斑 虎斑玳瑁        | 藍色塊虎斑 藍奶油虎斑玳瑁  | 三色       | 稀釋三色   | 三色虎斑 虎斑三色      | 稀釋虎斑三色           |
| 巧克力玳瑁 | 丁香奶油玳瑁        | 巧克力虎斑玳瑁             | 丁香奶油虎斑玳瑁           | 巧克力三色 | 丁香奶油白 | 巧克力虎斑三色         | 丁香奶油虎斑三色       |
| 肉桂玳瑁   | 小鹿奶油玳瑁        | 肉桂虎斑玳瑁               | 小鹿奶油虎斑玳瑁           | 肉桂三色   | 小鹿奶油白 | 肉桂虎斑三色           | 小鹿奶油虎斑三色       |

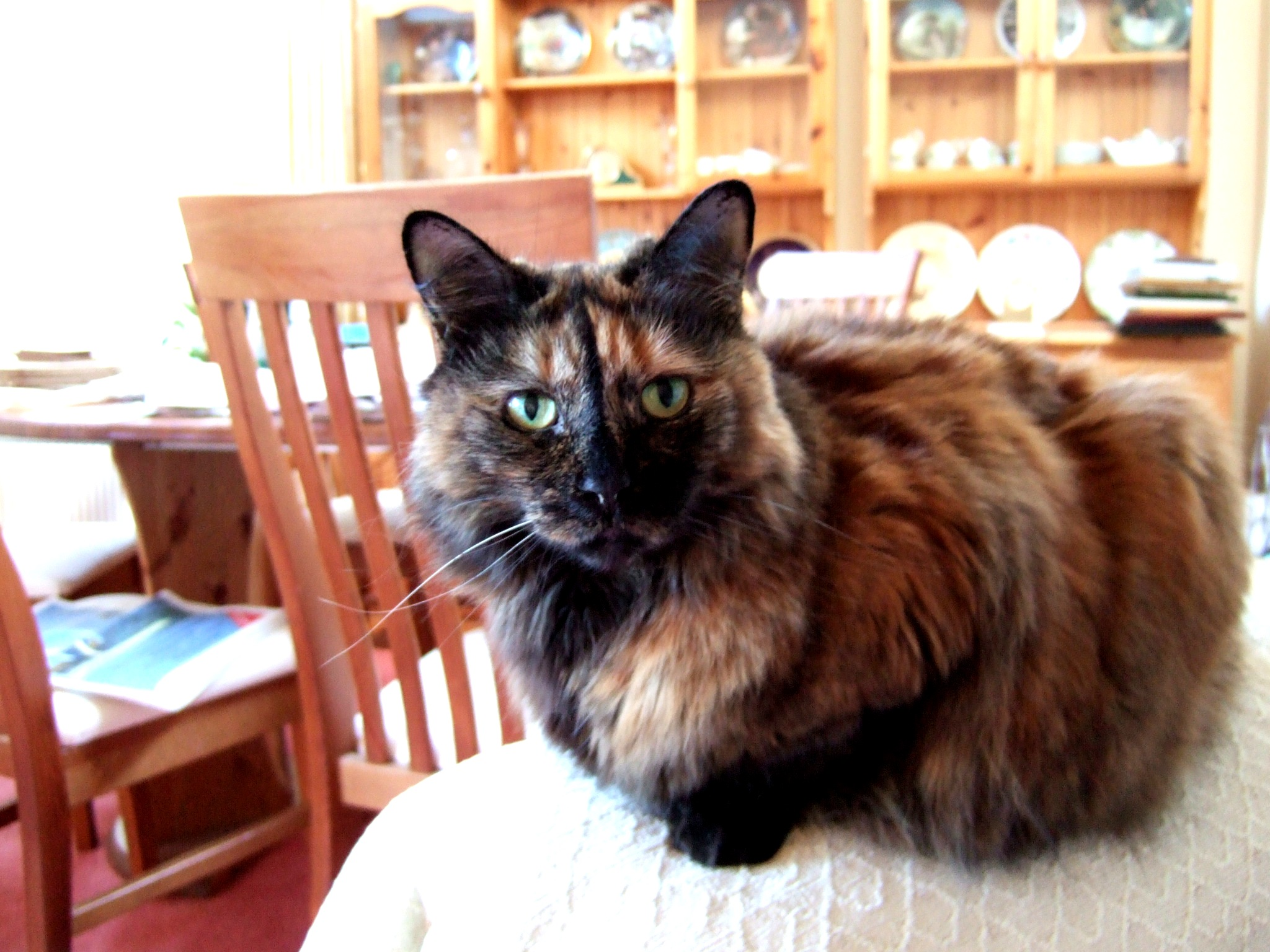
玳瑁貓
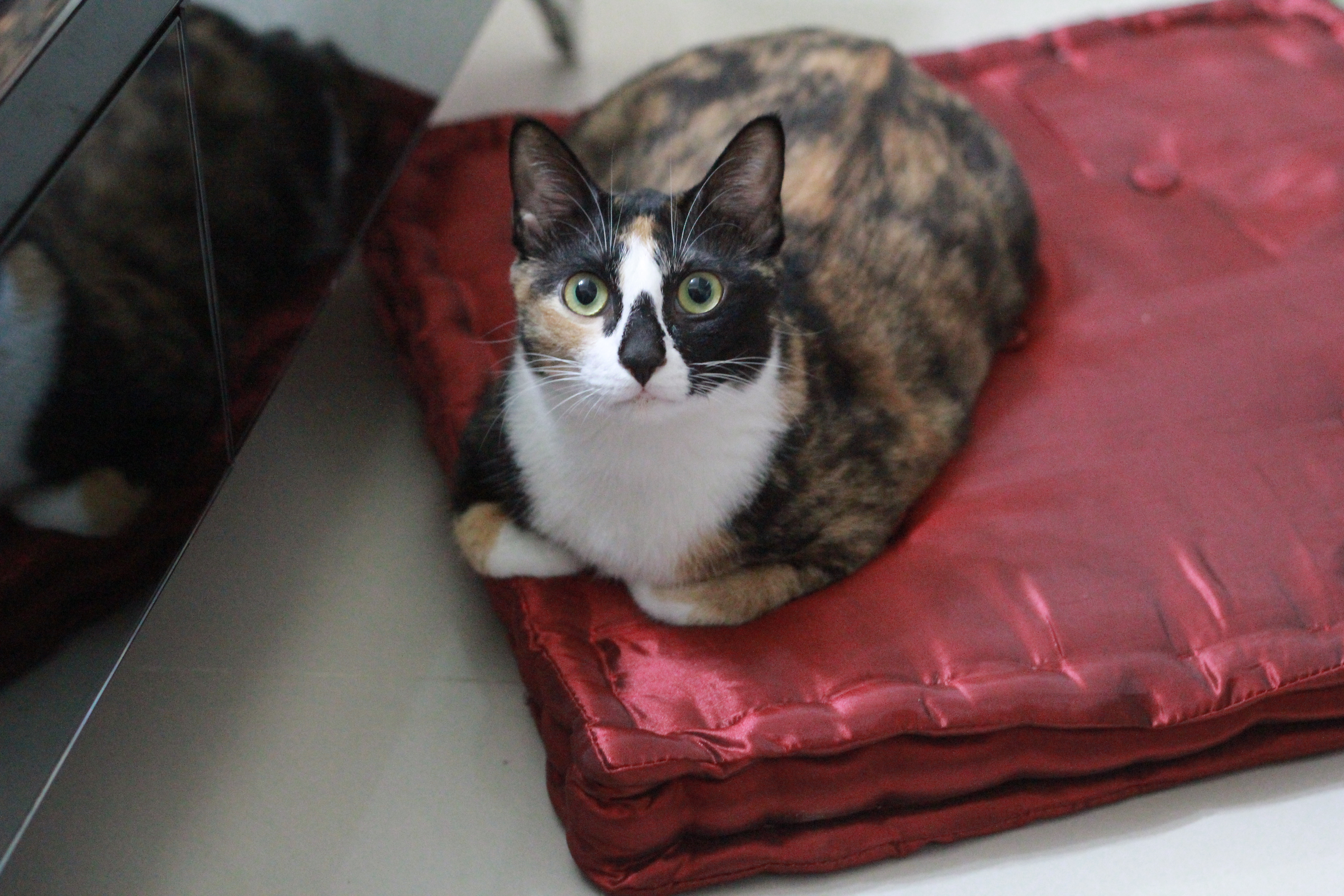
玳瑁白貓
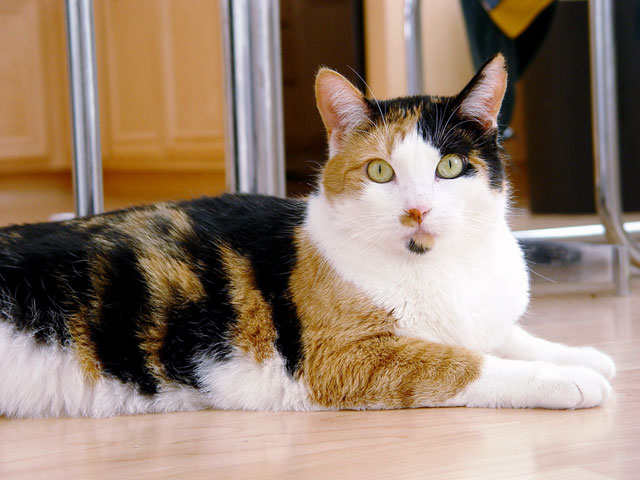
三色貓
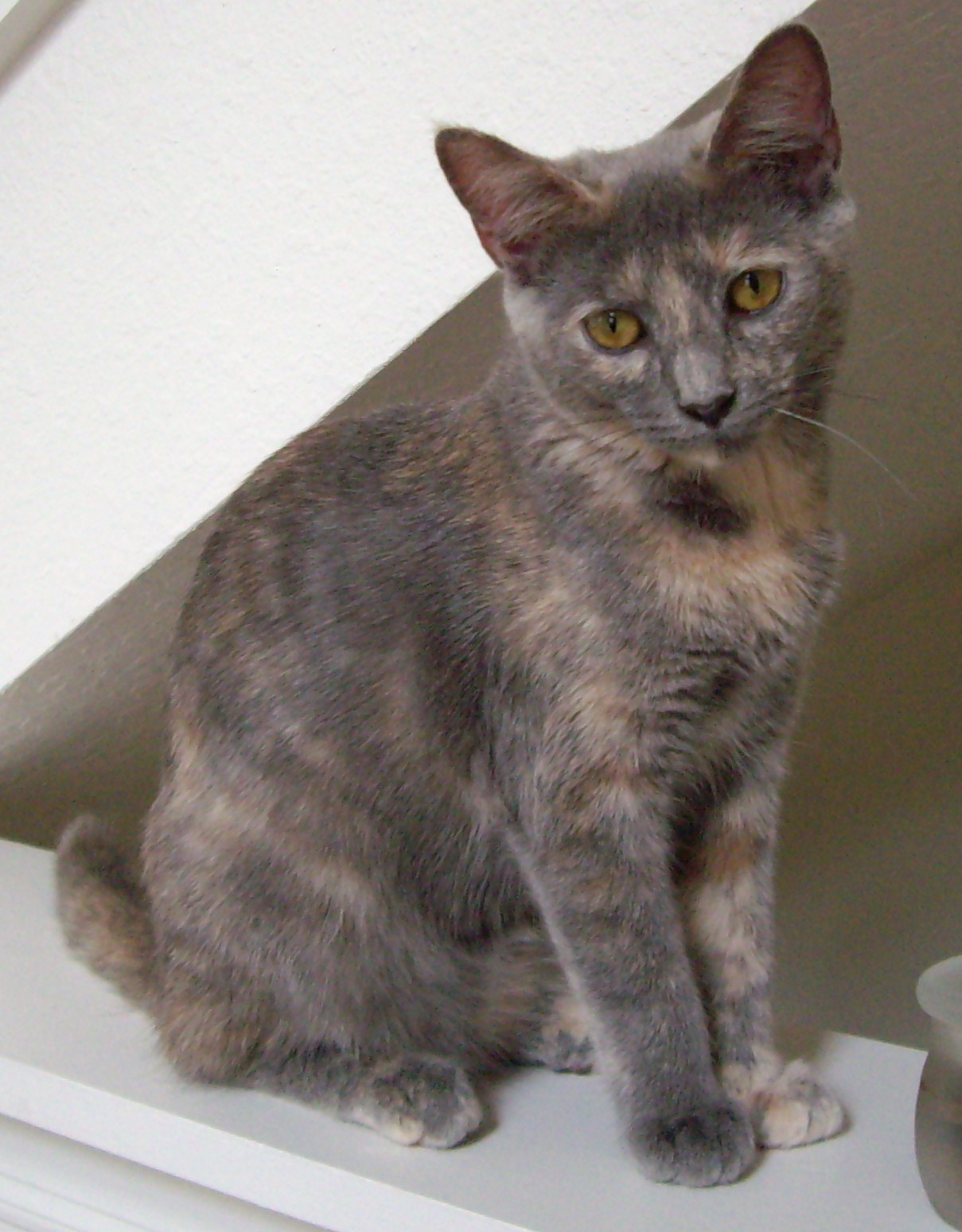
藍奶油貓（玳瑁貓的稀釋顏色）
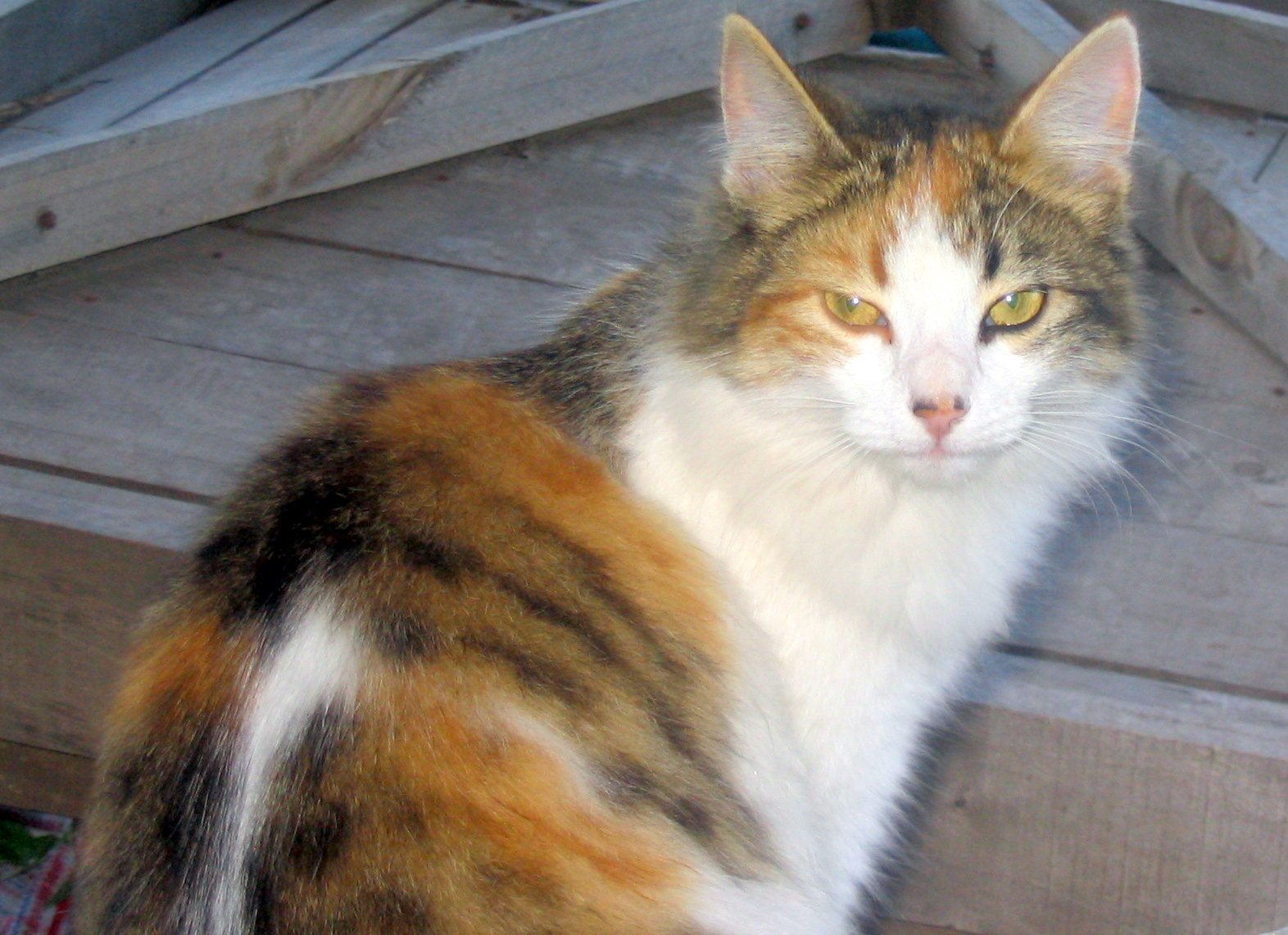
虎斑三色貓

### 重點色

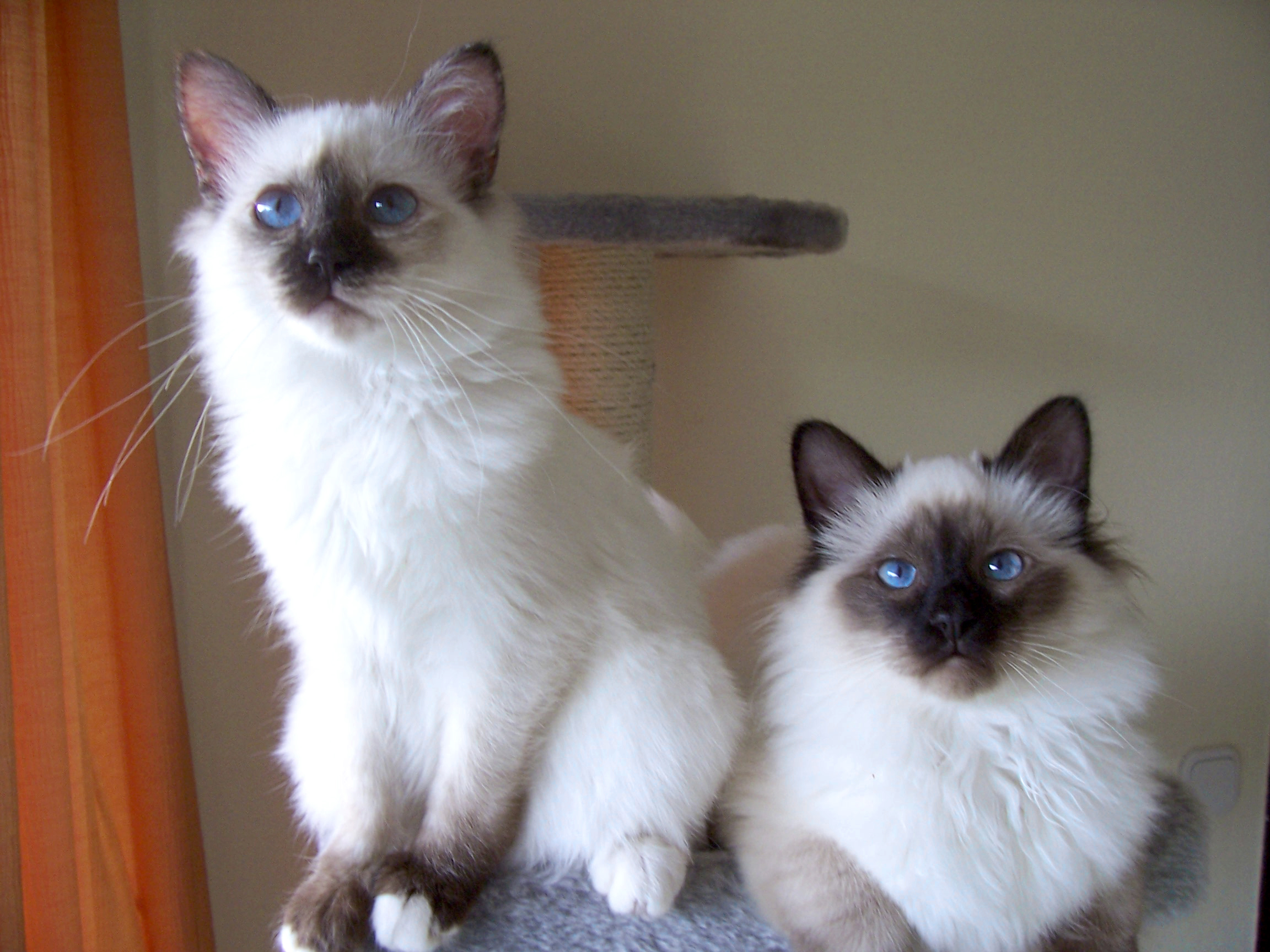
重點色貓

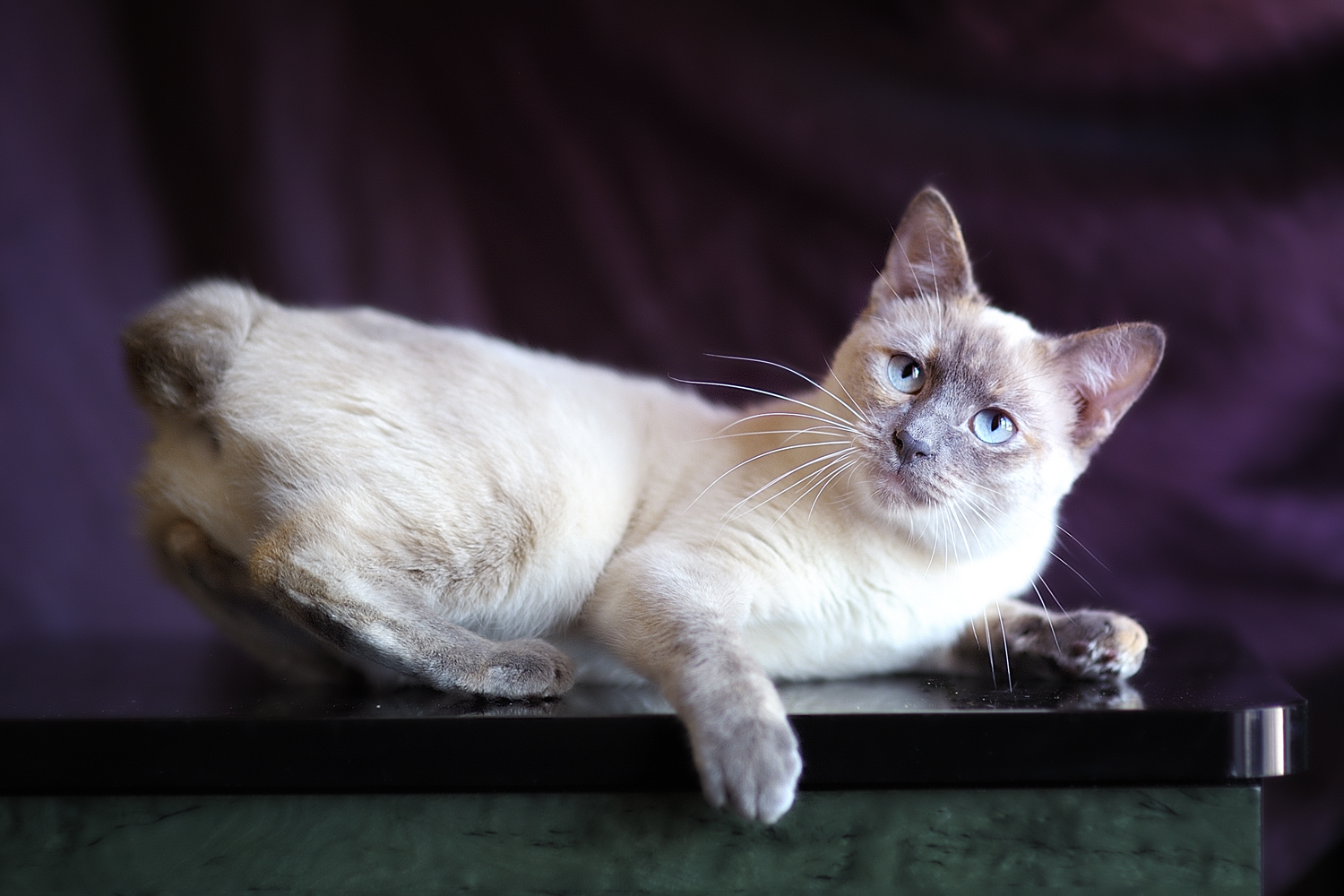
玳瑁重點色貓

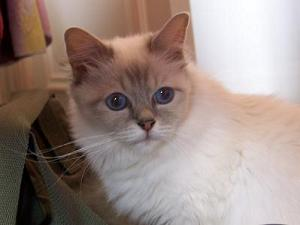
山貓重點色貓

重點色（colorpoint）指的是貓的毛髮受到淡化基因的影響，只有在臉部、耳朵、四肢、尾巴和陰部幾個重點處出現較深的顏色，約有15個品種的繁殖貓可以孕育出重點色的後代。常見的重點色有「暹羅重點色」（或「喜馬拉雅重點色」）、「東奇尼重點色」和「緬甸重點色」，虎斑花紋的重點色貓稱爲「山貓重點色」，玳瑁色的重點色貓則稱爲「玳瑁重點色」，此外也有多層色、雙色、毛尖色和煙色的特殊顏色。
暹羅重點色也稱爲「重點色」（point），它是由深褐色變異而來，典型代表是暹羅貓和喜馬拉雅貓，眼睛虹膜的顏色是藍色；東奇尼重點色也稱爲「貂皮色」，典型代表是東奇尼貓，它是由暹羅貓和緬甸貓交配而成，眼睛虹膜的顏色是碧藍色；緬甸重點色也稱爲「深褐色」，它是由傳統色變異而成，典型代表是緬甸貓，眼睛虹膜的顏色是綠色或金黃色。
|                     | 重點色 （暹羅重點色、喜馬拉雅重點色） | 重點色 （暹羅重點色、喜馬拉雅重點色） | 貂皮色 （東奇尼重點色） | 貂皮色 （東奇尼重點色） | 深褐色 （緬甸重點色） | 深褐色 （緬甸重點色） |
| 傳統                | 稀釋                                  | 傳統                                  | 稀釋                    | 傳統                    | 稀釋                  |                       |
| ------------------- | ------------------------------------- | ------------------------------------- | ----------------------- | ----------------------- | --------------------- | --------------------- |
| 真黑色素 （黑色）   | 海豹重點色                            | 藍重點色                              | 海豹貂皮色 天然貂皮色   | 藍貂皮色                | 海豹深褐色 黑貂深褐色 | 藍深褐色              |
| 真黑色素 （黑色）   | 巧克力重點色 香檳重點色               | 丁香重點色 霜重點色 白金重點色        | 巧克力貂皮色 香檳貂皮色 | 丁香貂皮色 白金貂皮色   | 巧克力深褐色 香檳色   | 丁香深褐色 白金色     |
| 真黑色素 （黑色）   | 肉桂重點色                            | 小鹿重點色                            | 肉桂貂皮色 蜂蜜貂皮色   | 小鹿貂皮色              | 肉桂深褐色            | 小鹿深褐色            |
| 嗜鉻黑色素 （紅色） | 紅褐重點色 紅重點色                   | 奶油重點色 象牙重點色                 | 紅褐貂皮色 紅貂皮色     | 奶油貂皮色              | 紅褐深褐色 紅深褐色   | 奶油深褐色            |

|                     | 山貓重點色                  | 山貓重點色     | 玳瑁重點色       | 玳瑁重點色     | 玳瑁山貓重點色       | 玳瑁山貓重點色     |
| 傳統                | 稀釋                        | 傳統           | 稀釋             | 傳統           | 稀釋                 |                    |
| ------------------- | --------------------------- | -------------- | ---------------- | -------------- | -------------------- | ------------------ |
| 真黑色素 （黑色）   | 海豹山貓重點色              | 藍山貓重點色   | 海豹玳瑁重點色   | 藍奶油重點色   | 玳瑁山貓重點色       | 藍奶油山貓重點色   |
| 真黑色素 （黑色）   | 巧克力山貓重點色            | 丁香山貓重點色 | 巧克力玳瑁重點色 | 丁香奶油重點色 | 巧克力玳瑁山貓重點色 | 丁香奶油山貓重點色 |
| 真黑色素 （黑色）   | 肉桂山貓重點色              | 小鹿山貓重點色 | 肉桂玳瑁重點色   | 小鹿奶油重點色 | 肉桂玳瑁山貓重點色   | 小鹿奶油山貓重點色 |
| 嗜鉻黑色素 （紅色） | 紅褐山貓重點色 紅山貓重點色 | 奶油山貓重點色 |                  |                |                      |                    |

### 銀、金色

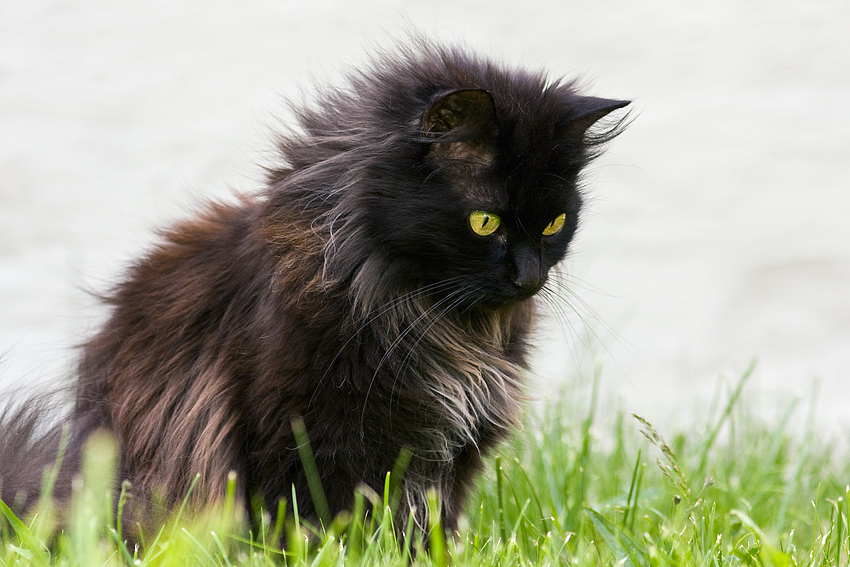
黑煙色
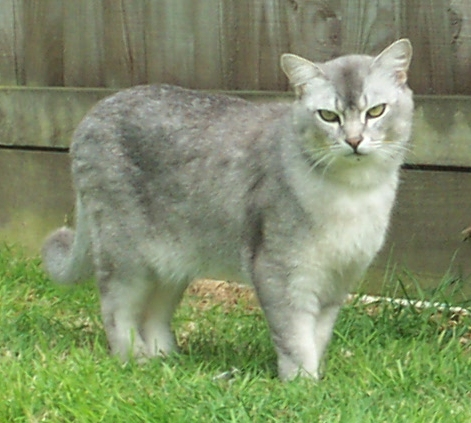
波米拉貓
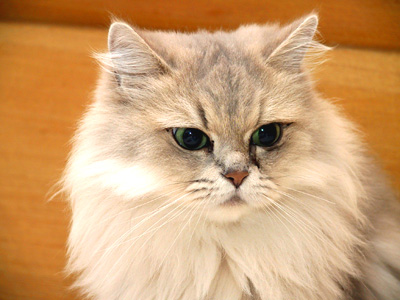
金吉拉波斯貓
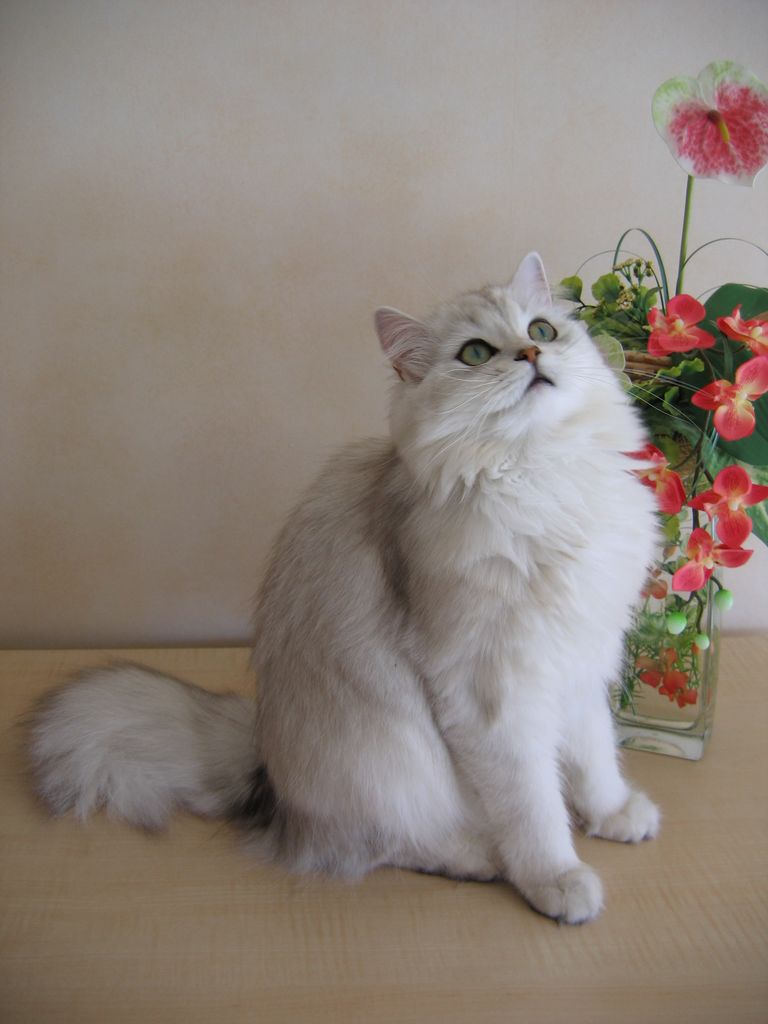
銀色
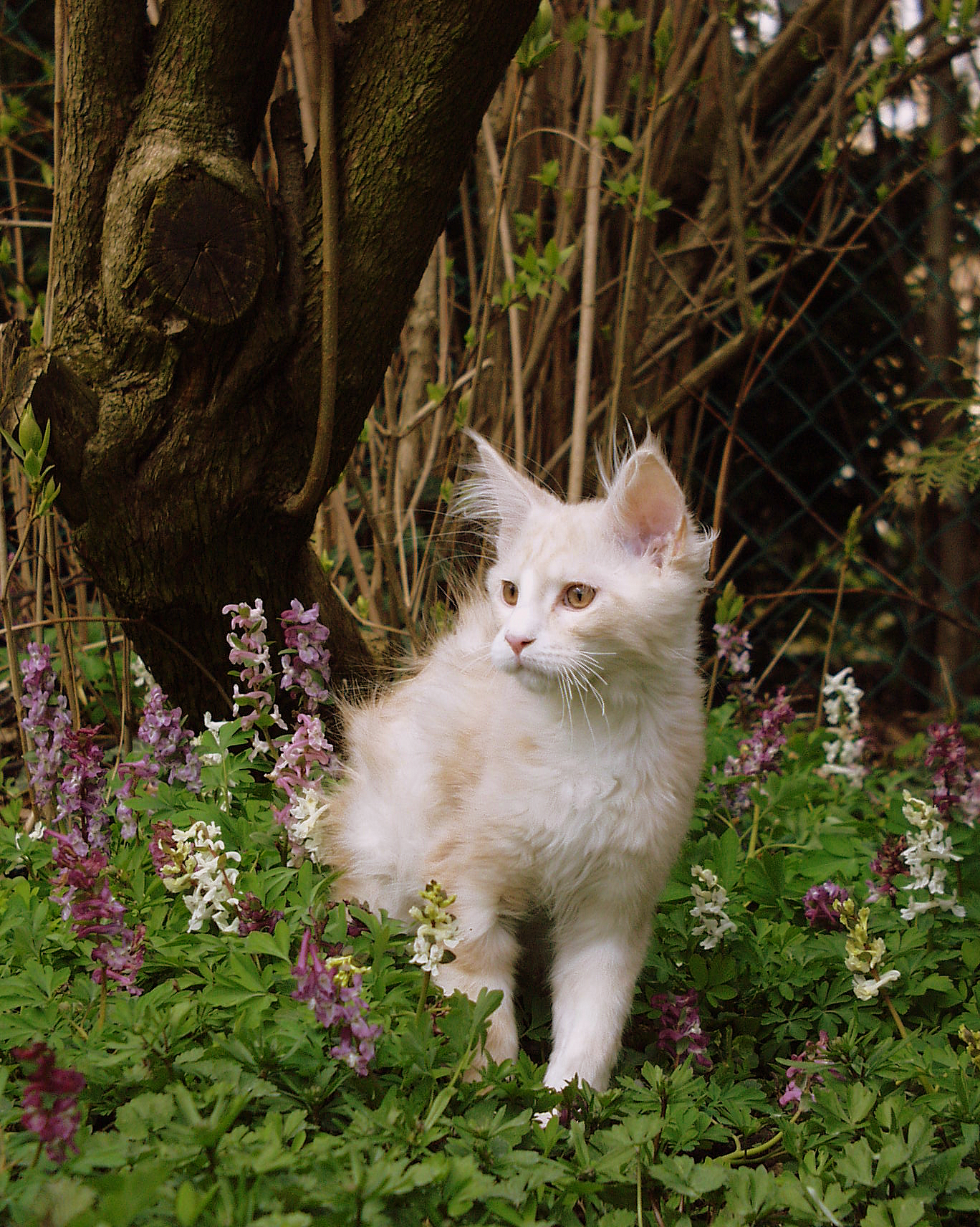
金色
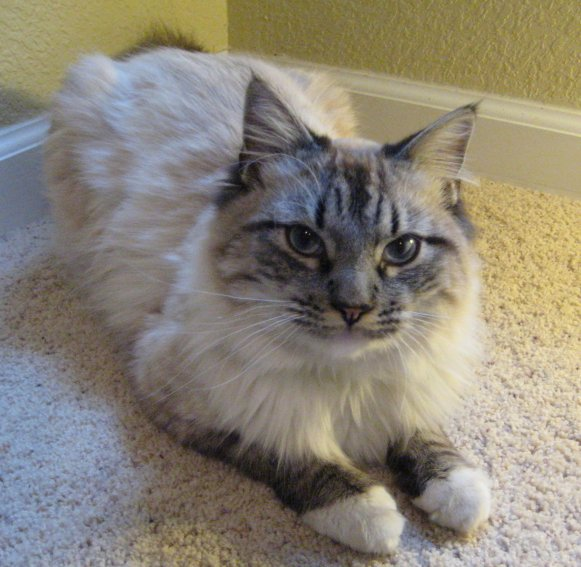
銀虎斑

銀色和金色（「煙色」、「陰影色」、「金吉拉色」或「毛尖色」）是因爲貓的毛髮受到抑制基因的影響，使毛髮開端的色素被抑制，只有在尖端保持原來的花色，其餘部分表現為白色（銀色）或微黃色（金色），原來的花色則可以是全色、玳瑁色或虎斑。
根據受影響程度的不同，共有「煙色」（顏色約佔½的部分）、「陰影色」（或「漸層色」，顏色約佔¼的部分）和「金吉拉色」（或「貝殼浮雕色」，顏色約佔⅛的部分）三種類型，而在CFA的標準裡面，有15個品種的繁殖貓可以孕育出金吉拉色的後代，嚴格標準的金吉拉貓還必須審查眼睛、鼻子和腳掌的顏色。
|      | 金吉拉色                            | 金吉拉色                                    | 虎斑               | 虎斑                     |
| 傳統 | 稀釋                                | 傳統                                        | 稀釋               |                          |
| ---- | ----------------------------------- | ------------------------------------------- | ------------------ | ------------------------ |
| 黑色 | 金吉拉色、銀色、波米拉貓 金金吉拉色 | 藍金吉拉色 藍金金吉拉色                     | 銀虎斑             | 藍銀虎斑、白錫虎斑       |
| 黑色 | 巧克力金吉拉色 巧克力金金吉拉色     | 丁香金吉拉色 丁香金金吉拉色                 | 巧克力銀虎斑       | 丁香銀虎斑               |
| 黑色 | 肉桂金吉拉色 肉桂金金吉拉色         | 小鹿金吉拉色 小鹿金金吉拉色                 | 肉桂銀虎斑         | 小鹿銀虎斑               |
| 紅色 | 貝殼浮雕色、紅金吉拉色 紅金金吉拉色 | 貝殼奶油浮雕色、奶油金吉拉色 奶油金金吉拉色 | 浮雕虎斑、紅銀虎斑 | 奶油浮雕虎斑、奶油銀虎斑 |
| 玳瑁 | 玳瑁金吉拉色、貝殼玳瑁、銀玳瑁      | 藍奶油銀玳瑁、貝殼稀釋玳瑁                  | 銀虎斑玳瑁         | 藍奶油銀虎斑玳瑁         |
| 玳瑁 | 巧克力銀玳瑁                        | 丁香奶油銀玳瑁                              | 巧克力銀虎斑玳瑁   | 丁香奶油銀虎斑玳瑁       |
| 玳瑁 | 肉桂銀玳瑁                          | 小鹿奶油銀玳瑁                              | 肉桂銀虎斑玳瑁     | 小鹿奶油銀虎斑玳瑁       |

|      | 漸層色                          | 漸層色                                  | 虎斑                       | 虎斑                             |
| 傳統 | 稀釋                            | 傳統                                    | 稀釋                       |                                  |
| ---- | ------------------------------- | --------------------------------------- | -------------------------- | -------------------------------- |
| 黑色 | 銀漸層色、黑錫色 金漸層色       | 藍漸層色、藍錫色 藍金漸層色             | 銀漸層虎斑                 | 藍銀漸層虎斑                     |
| 黑色 | 巧克力漸層色 巧克力金漸層色     | 丁香漸層色 丁香金漸層色                 | 巧克力銀漸層虎斑           | 丁香銀漸層虎斑                   |
| 黑色 | 肉桂漸層色 肉桂金漸層色         | 小鹿漸層色 小鹿金漸層色                 | 肉桂銀漸層虎斑             | 小鹿銀漸層虎斑                   |
| 紅色 | 漸層浮雕色、紅漸層色 紅金漸層色 | 漸層奶油浮雕色、奶油漸層色 奶油金漸層色 | 浮雕漸層虎斑、紅銀漸層虎斑 | 奶油浮雕漸層虎斑、奶油銀漸層虎斑 |
| 玳瑁 | 玳瑁漸層色、銀漸層玳瑁          | 藍奶油銀漸層玳瑁、漸層稀釋玳瑁          | 銀漸層虎斑玳瑁             | 藍奶油銀漸層虎斑玳瑁             |
| 玳瑁 | 巧克力銀漸層玳瑁                | 丁香奶油銀漸層玳瑁                      | 巧克力銀漸層虎斑玳瑁       | 丁香奶油銀漸層虎斑玳瑁           |
| 玳瑁 | 肉桂銀漸層玳瑁                  | 小鹿奶油銀漸層玳瑁                      | 肉桂銀漸層虎斑玳瑁         | 小鹿奶油銀漸層虎斑玳瑁           |

|      | 煙色                      | 煙色                         | 虎斑               | 虎斑                 |
| 傳統 | 稀釋                      | 傳統                         | 稀釋               |                      |
| ---- | ------------------------- | ---------------------------- | ------------------ | -------------------- |
| 黑色 | 煙色、黑煙色 金煙色       | 藍煙色 藍金煙色              | 銀煙虎斑           | 藍銀煙虎斑           |
| 黑色 | 巧克力煙色 巧克力金煙色   | 丁香煙色 丁香金煙色          | 巧克力銀煙虎斑     | 丁香銀煙虎斑         |
| 黑色 | 肉桂煙色 肉桂金煙色       | 小鹿色 小鹿金煙色            | 肉桂銀煙虎斑       | 小鹿銀煙虎斑         |
| 紅色 | 煙浮雕色、紅煙色 紅金煙色 | 奶油煙色 奶油金煙色          | 紅銀煙虎斑         | 奶油銀煙虎斑         |
| 玳瑁 | 玳瑁煙色、銀煙玳瑁        | 藍奶油銀煙玳瑁、煙色稀釋玳瑁 | 銀煙虎斑玳瑁       | 藍奶油銀煙虎斑玳瑁   |
| 玳瑁 | 巧克力銀煙玳瑁            | 丁香奶油銀煙玳瑁             | 巧克力銀煙虎斑玳瑁 | 丁香奶油銀煙虎斑玳瑁 |
| 玳瑁 | 肉桂銀煙玳瑁              | 小鹿奶油銀煙玳瑁             | 肉桂銀煙虎斑玳瑁   | 小鹿奶油銀煙虎斑玳瑁 |

1. 1 2 3  只要把「銀色」（silver）替換為「金色」（golden），即是金色系的顏色。
2. 1 2 3 4 5 6 7 8 9 10 11 12 13 14 15 16 17 18  「虎斑玳瑁」（tabby-tortie）也稱為「色塊虎斑」（patched tabby）。

- 黑煙色
- 波米拉貓
- 金吉拉波斯貓
- 銀色
- 金色
- 銀虎斑

### 琥珀色

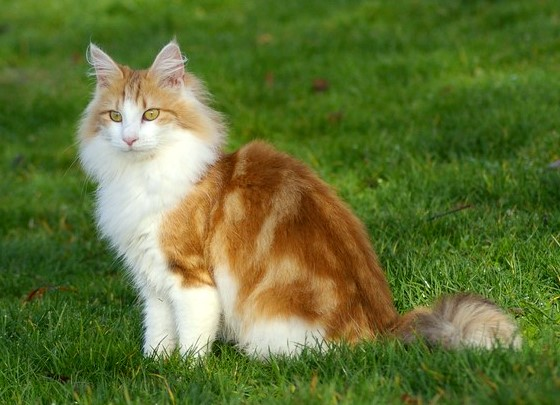
琥珀雙色挪威森林貓

琥珀色（和派生的顏色）是挪威森林貓獨有的花色，它是因爲受到擴展基因的影響而產生，特徵是在幼貓期時呈現棕褐色，然後隨着年齡的增長轉變成紅色，首次出現時被稱爲「未知的顏色」（x colours）；這種花色自1992年出現以來一直飽受爭議，目前還沒有被廣泛承認是貓的其中一種標準花色。
| 琥珀   | 琥珀     | 琥珀虎斑 | 琥珀虎斑   | 琥珀玳瑁 | 琥珀玳瑁       |
| 密集   | 稀釋     | 密集     | 稀釋       | 密集     | 稀釋           |
| ------ | -------- | -------- | ---------- | -------- | -------------- |
| 琥珀色 | 淺琥珀色 | 琥珀虎斑 | 淺琥珀虎斑 | 琥珀玳瑁 | 淺琥珀奶油玳瑁 |

## 花紋、顏色的迷思
一般大衆對貓咪的花色存在一些刻板印象，認爲貓的顏色和性格之間有連帶的關係，這種印象可能是來自一些主觀意識、個人經驗或文化信仰；但科學研究至今未有證據表明，毛髮的遺傳特徵是造成貓咪性格出現差異的因素。另一種更糟糕的刻板印象會讓一些特定花色的貓咪背負著「醜陋」和「不祥」的名聲，成爲寵物認養中心的滯銷品，甚至成爲人類欺凌的對象。
貓的被毛顏色遺傳也涉及複雜的基因遺傳，在缺乏相關知識基礎下，任意人工選育家貓品種，可能產生不合格認證的顏色，甚至可能因為遺傳某些基因缺陷，而對貓的健康造成傷害。

## 另見
- 家貓品種列表
- 重點色
- 粉紅貓（英语：Pink cat）
- 貓的毛髮遺傳
- 狗的顏色（英语：Coat (dog)）
- 馬的顏色

## 外部連結
- 维基共享资源上的相關多媒體資源：貓咪顏色
- 维基共享资源上的相關多媒體資源：貓咪花紋
- TICA Cat Colors，The International Cat Association
- CFA Breed and Color Designation Charts，The Cat Fanciers’ Association
- Cat Colors FAQ （页面存档备份，存于），Cat Fanciers
- Colour and Pattern Charts（页面存档备份，存于），The Messybeast
- Colour and Pattern Plain English Version（页面存档备份，存于），The Messybeast
- Guide to Housecat Coat Colors and Patterns（圖）